# بورصة (مدينة)
بورصة (بالتركية: Bursa) هي رابع مدن تركيا سكاناً وإحدى أهم المدن الصناعية التركية وهي مركز محافظة بورصة. تقع في شمال غرب البلاد، منطقة مرمرة، بين مدينتي إسطنبول وأنقرة. بلغ عدد سكانها 3,214,571 نسمة. بحسب الإحصائيات الرسمية حتى بداية عام 2022.
كانت بورصة عاصمة لولاية عثمانية بين 1326 و 1365 (العاصمة الثانية للعثمانيين بعد سوغوت). وفي فترة الدولة العثمانية كان يُطلق عليها (خداوندكار) وتعني هدية الله، بينما أشهر ألقابها حاليا هو "Yeşil Bursa" وتعني «بورصة الخضراء» بسبب كثرة الحدائق العامة والمتنزهات الموجودة حولها، فضلا عن الغابات المتنوعة الشاسعة المنتشرة حول المنطقة. وبجوار المدينة يقع جبل أولوداغ الذي يرتفع عاليا خلف مركزها وهو أيضا منتجع شهير للتزلج. وتنتشر في تلك المدينة أضرحة السلاطين العثمانيين الأوائل كما أن فيها العديد من مباني العهد العثماني التي تشكل معالم رئيسية للمدينة.

## تاريخ
تشتقّ المدينة اسمها من مؤسسها بروسياس ملك بيثينيا، وقد فتحها السلطان أورخان غازي في عام 1326م وأصبحت أول عاصمة للدولة العثمانية العثمانية بها العديد من الآثار العثمانية المهمة. قامت نواة مدينة بورصة على ضفتي نهر جيلومبوز في موقع يعتقد أنه يعود إلى القرن السادس قبل الميلاد ويحدد بليني (بلينيوس) نشأة المدينة بعام 186 قبل الميلاد، كما يُعتقد أنها نُسبت إلى ملك بيثي يدعى بروسة Prusa (بروسياس) في القرن الثاني قبل الميلاد. احتلها ميتريداتس ملك البونت عام 73 ق.م حتى سقطت بيد الرومان وسُميت منطقتها مقاطعة رومانية تحمل اسم بيثينية عاصمتها نيكوميدية (إزميت) ثم احتلها البيزنطيون الذين ازدهرت بورصة في عهدهم، ونالت حماماتها المعدنية وقصرها شهرة واسعة وفي أواخر القرن الحادي عشر احتلها السلاجقة، ثم تعاورتها الغزوات البيزنطية والصليبية حتى سقطت بيد الأتراك العثمانيين في عشرينيات القرن الرابع عشر واتخذوها عاصمة لهم عام 1326.
توسعت بورصة وازدهرت حتى صارت أكبر مدن الأناضول إلى ان غزاها تيمورلنك عام 1402 ودمرها، ولكن بعد استرجاعها نقل العثمانيون مقر عاصمتهم منها إلى مدينة أدرنة عام 1413 ثم إلى مدينة إسطنبول (القسطنطينية) عام 1453 فتراجعت أهمية بورصة نسبياً وهي اليوم خامس مدينة في تركيا، ويصل عدد سكانها إلى 1.057.016 نسمة عام 1998.
مدينة بورصة اليوم وريثة عهود زاهرة، شوارعها وأحياؤها متعرجة غنية بالساحات والمساكن التاريخية ذات السقوف المسنمة القرميدية وتنتشر بينها المعالم الحضارية والعمرانية التاريخية والمباني الأثرية ذات القيمة المعمارية الكبيرة مثل الجوامع (الجامع الكبير وجامع مراد الأول والجامع الأخضر وجامع المرادية والأضرحة ومدافن سلاطين آل عثمان وأسرهم وكذلك حمامات المياه المعدنية الحمام القديم والحمام الجديد وحمام قره مصطفى باشا وحمام أرموتولو للنساء وغيره والفنادق المزودة بالمياه المذكورة وغيرها من المنشآت السياحية والعلاجية ومن بينها منشآت خدمة الرياضة والسياحة الشتوية في جبل أُولوداغ.

## جغرافيا
تقع مدينة بورصة وسط ولاية بورصة في بيئة جغرافية جبلية ـ سهلية يعلو جنوبيّها جبل أولوداغ الشامخ حتى 2496م في قمة قره تبه وينخفض سهل بورصة في شماليها وغربيها حتى 250-300م وتمتد المدينة شرقاً ـ غرباً على علو يراوح بين 650 و1000م ومناخها متوسطي مطير معتدل شتاءً (متوسط درجة الحرارة 5.4 درجات) وحار صيفاً (24.2 درجة) وترتفع حتى (42.6 درجة) وتنخفض إلى (سالب 19.6 درجة) شتاءً ويصل معدل أمطارها السنوية إلى 725مم وتتساقط عليها الثلوج أياماً معدودات في السنة لكنها تدوم في قمة أولوداغ طوال السنة.
ويقطع المدينة نهر جبلي هو جيلومبوز (بالتركية:  Gilomboz) إضافة إلى جداول وأنهار جبلية أخرى تنتهي في نهري نيلوفر وغوك (بالتركية:  Gök). وتعرف بورصة بالخضراء لوقوعها وسط غطاء من الغابات والمروج، إضافة إلى البساتين والحقول الزراعية في السهل.

## المناخ
تتميز بورصة بمناخ متوسطي (تصنيف كوبن للمناخ:Csa)، أيضًا، المناخ شبه الاستوائي الصيفي الجاف الحار (Csa) تحت تصنيف تريوارثا للمناخ.

تتمتع المدينة بصيف حار وجاف يستمر من يونيو حتى سبتمبر. الشتاء بارد ورطب، ويحتوي أيضا على معظم هطول الأمطار. يمكن أن يكون هناك ثلج على الأرض يستمر لمدة أسبوع أو أسبوعين. تلوث الهواء مشكلة مزمنة في بورصة.
| البيانات المناخية لـبورصة (1991–2020، القصوى 1928–2020) | البيانات المناخية لـبورصة (1991–2020، القصوى 1928–2020) | البيانات المناخية لـبورصة (1991–2020، القصوى 1928–2020) | البيانات المناخية لـبورصة (1991–2020، القصوى 1928–2020) | البيانات المناخية لـبورصة (1991–2020، القصوى 1928–2020) | البيانات المناخية لـبورصة (1991–2020، القصوى 1928–2020) | البيانات المناخية لـبورصة (1991–2020، القصوى 1928–2020) | البيانات المناخية لـبورصة (1991–2020، القصوى 1928–2020) | البيانات المناخية لـبورصة (1991–2020، القصوى 1928–2020) | البيانات المناخية لـبورصة (1991–2020، القصوى 1928–2020) | البيانات المناخية لـبورصة (1991–2020، القصوى 1928–2020) | البيانات المناخية لـبورصة (1991–2020، القصوى 1928–2020) | البيانات المناخية لـبورصة (1991–2020، القصوى 1928–2020) | البيانات المناخية لـبورصة (1991–2020، القصوى 1928–2020) |
| الشهر                                                   | يناير                                                   | فبراير                                                  | مارس                                                    | أبريل                                                   | مايو                                                    | يونيو                                                   | يوليو                                                   | أغسطس                                                   | سبتمبر                                                  | أكتوبر                                                  | نوفمبر                                                  | ديسمبر                                                  | المعدل السنوي                                           |
| ------------------------------------------------------- | ------------------------------------------------------- | ------------------------------------------------------- | ------------------------------------------------------- | ------------------------------------------------------- | ------------------------------------------------------- | ------------------------------------------------------- | ------------------------------------------------------- | ------------------------------------------------------- | ------------------------------------------------------- | ------------------------------------------------------- | ------------------------------------------------------- | ------------------------------------------------------- | ------------------------------------------------------- |
| الدرجة القصوى °م (°ف)                                   | 25.2 (77.4)                                             | 26.9 (80.4)                                             | 32.5 (90.5)                                             | 36.2 (97.2)                                             | 37.0 (98.6)                                             | 41.3 (106.3)                                            | 43.8 (110.8)                                            | 42.6 (108.7)                                            | 40.3 (104.5)                                            | 37.3 (99.1)                                             | 31.0 (87.8)                                             | 27.3 (81.1)                                             | 43.8 (110.8)                                            |
| متوسط درجة الحرارة الكبرى °م (°ف)                       | 9.8 (49.6)                                              | 11.4 (52.5)                                             | 14.6 (58.3)                                             | 19.2 (66.6)                                             | 24.4 (75.9)                                             | 28.9 (84.0)                                             | 31.5 (88.7)                                             | 31.7 (89.1)                                             | 27.6 (81.7)                                             | 22.2 (72.0)                                             | 16.6 (61.9)                                             | 11.5 (52.7)                                             | 20.8 (69.4)                                             |
| المتوسط اليومي °م (°ف)                                  | 5.4 (41.7)                                              | 6.5 (43.7)                                              | 9.0 (48.2)                                              | 13.0 (55.4)                                             | 18.1 (64.6)                                             | 22.6 (72.7)                                             | 25.1 (77.2)                                             | 25.2 (77.4)                                             | 20.8 (69.4)                                             | 15.9 (60.6)                                             | 10.7 (51.3)                                             | 7.0 (44.6)                                              | 14.9 (58.8)                                             |
| متوسط درجة الحرارة الصغرى °م (°ف)                       | 1.7 (35.1)                                              | 2.4 (36.3)                                              | 4.1 (39.4)                                              | 7.4 (45.3)                                              | 12.0 (53.6)                                             | 16.2 (61.2)                                             | 18.4 (65.1)                                             | 18.7 (65.7)                                             | 14.8 (58.6)                                             | 10.8 (51.4)                                             | 6.0 (42.8)                                              | 3.3 (37.9)                                              | 9.6 (49.3)                                              |
| أدنى درجة حرارة °م (°ف)                                 | −20.5 (−4.9)                                            | −19.6 (−3.3)                                            | −10.5 (13.1)                                            | −4.2 (24.4)                                             | 0.8 (33.4)                                              | 4.0 (39.2)                                              | 8.3 (46.9)                                              | 7.6 (45.7)                                              | 3.3 (37.9)                                              | −1.0 (30.2)                                             | −8.4 (16.9)                                             | −17.9 (−0.2)                                            | −20.5 (−4.9)                                            |
| الهطول مم (إنش)                                         | 79.2 (3.12)                                             | 78.2 (3.08)                                             | 74.9 (2.95)                                             | 68.6 (2.70)                                             | 47.9 (1.89)                                             | 42.8 (1.69)                                             | 14.3 (0.56)                                             | 17.5 (0.69)                                             | 50.1 (1.97)                                             | 84.4 (3.32)                                             | 67.3 (2.65)                                             | 93.9 (3.70)                                             | 719.1 (28.31)                                           |
| متوسط أيام هطول الأمطار                                 | 14.87                                                   | 13.60                                                   | 13.40                                                   | 11.43                                                   | 9.63                                                    | 7.30                                                    | 3.33                                                    | 3.60                                                    | 6.77                                                    | 10.67                                                   | 10.93                                                   | 14.53                                                   | 119.8                                                   |
| متوسط الرطوبة النسبية (%)                               | 77                                                      | 76                                                      | 75                                                      | 72                                                      | 71                                                      | 65                                                      | 62                                                      | 64                                                      | 67                                                      | 75                                                      | 78                                                      | 78                                                      | 72                                                      |
| ساعات سطوع الشمس الشهرية                                | 83.7                                                    | 90.4                                                    | 124.0                                                   | 165.0                                                   | 217.0                                                   | 264.0                                                   | 300.7                                                   | 275.9                                                   | 217.0                                                   | 145.7                                                   | 111.0                                                   | 77.5                                                    | 2٬071٫9                                                 |
| ساعات سطوع الشمس اليومية                                | 2.7                                                     | 3.2                                                     | 4.0                                                     | 5.5                                                     | 7.0                                                     | 8.8                                                     | 9.7                                                     | 8.9                                                     | 7.0                                                     | 4.7                                                     | 3.7                                                     | 2.5                                                     | 5.6                                                     |
| المصدر #1: دائرة الأرصاد الجوية الحكومية التركية        |                                                         |                                                         |                                                         |                                                         |                                                         |                                                         |                                                         |                                                         |                                                         |                                                         |                                                         |                                                         |                                                         |
| المصدر #2: خدمة الطقس الألمانية (الرطوبة 1973–1993)     |                                                         |                                                         |                                                         |                                                         |                                                         |                                                         |                                                         |                                                         |                                                         |                                                         |                                                         |                                                         |                                                         |

## الاقتصاد

### الزراعة
تعد بورصة وولايتها من المناطق الزراعية المشهورة في تركيا وتنتشر فيها أشجار التوت ركيزة تربية دود القز وصناعة الحرير الذي تحتل فيها بورصة مركز الصدارة في تركية.

### الصناعة
تعرف بصناعات السيارات والتقنية ومن شركاتها:
- رينو.
- فيات.
- بوش (شركة).
- بورتشليك للصلب.
- كابلات.
- سوتاش للألبان.
- زورلو للكهربائيات.
- بوروسان - مانسمان للفولاذ.
- دوكتاش للأجزاء الصناعية.

ومن صناعاتها صناعة النسيج وحفظ الأغذية ومنتجات الألبان.

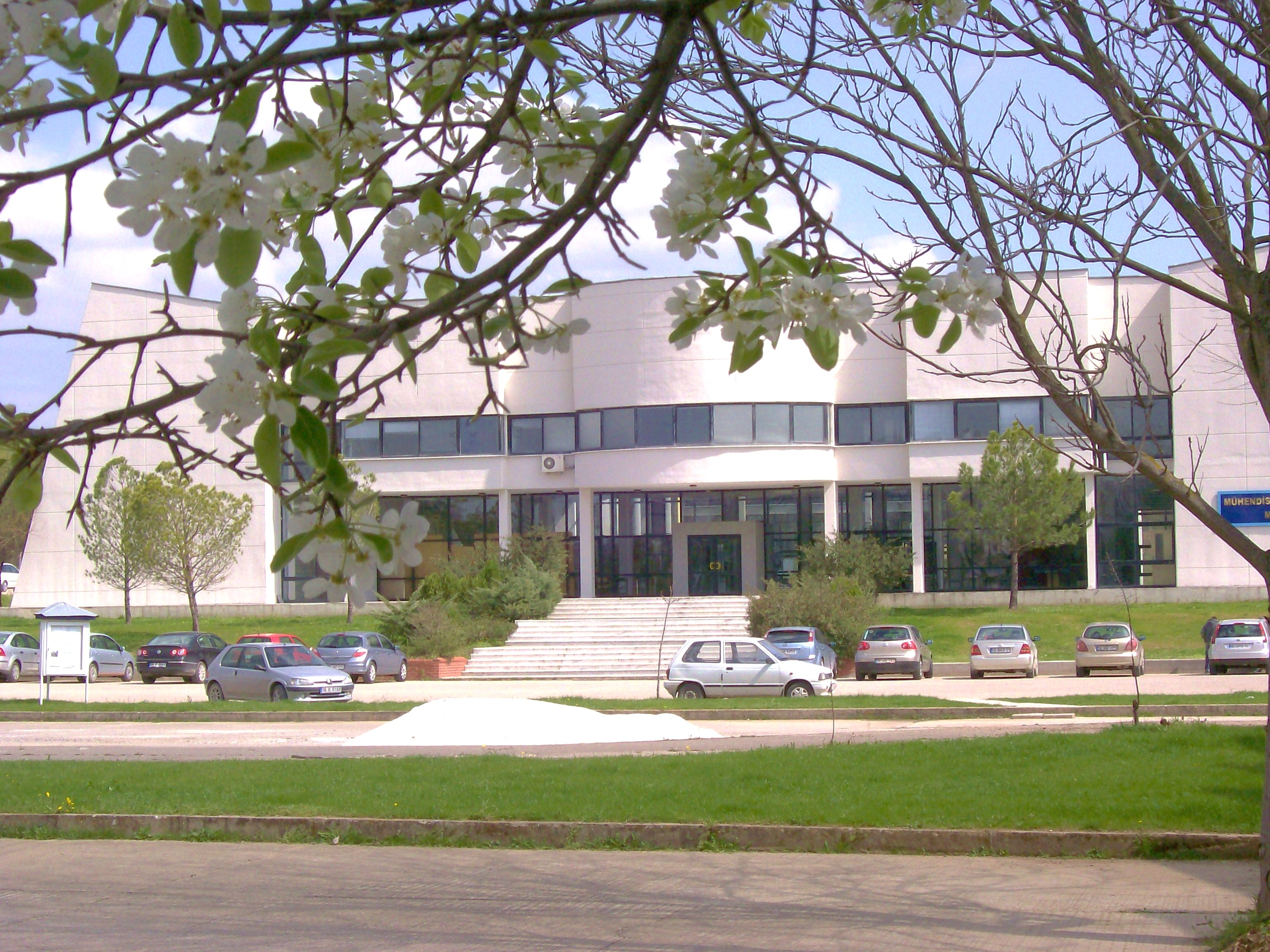
جامعة أولوداغ.

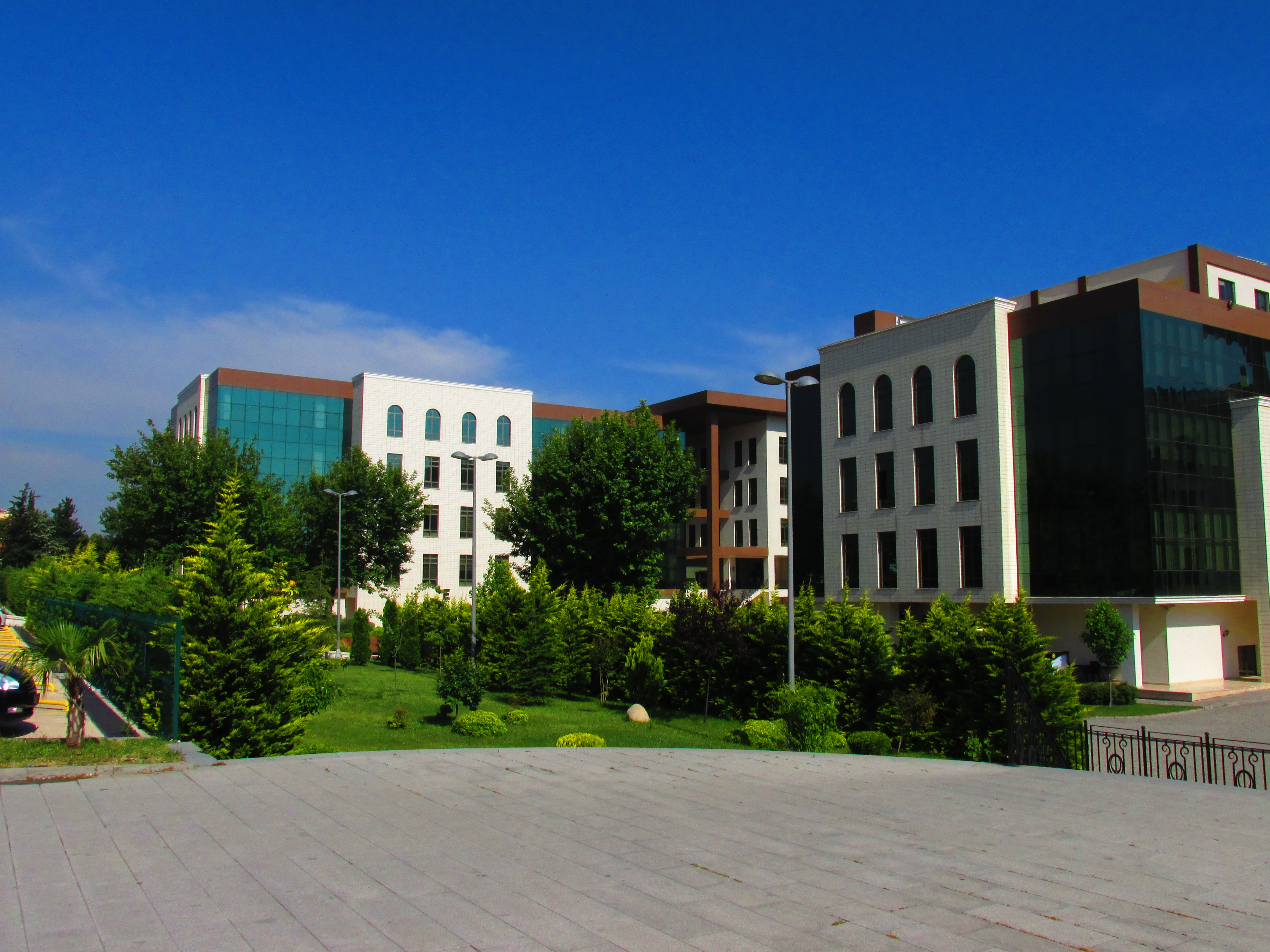
جامعة بورصة التقنية.

## الثقافة
لبورصة شهرة عالمية ومحلية في الميدان السياحي لما تحويه من كنوز تاريخية وأثرية وثقافية (في مكتباتها نحو 7000 مخطوط عربي وفارسي وعثماني) وترفيهية رياضية واستشفائية علاجية بالمياه، وتربطها بباقي أنحاء تركية مواصلات جيدة بينها رحلات جوية داخلية إلى مطارها ومنه.

## التعليم الجامعي في بورصة
هناك جامعتان في بورصة:
- جامعة بورصة التقنية.
- جامعة أولوداغ.

## سياحة
يوجد هناك العديد من أماكن السياحة في مدينة بورصة، ومنهم:
- الشلال الكبير
- الشلال الصغير
- الينابيع الساخنة
- حديقة الحيوانات
- منتزه لونا بارك
- الشجرة التاريخية الكبيرة
- ميدان هيكيل أو ساحة كومهورييت
- حديقة جاذبة (بالتركية: Kaplıkaya Cazibe Merkezi)
- الحديقة الثقافية في بورصة (بالتركية: BURSA Kulturpark)

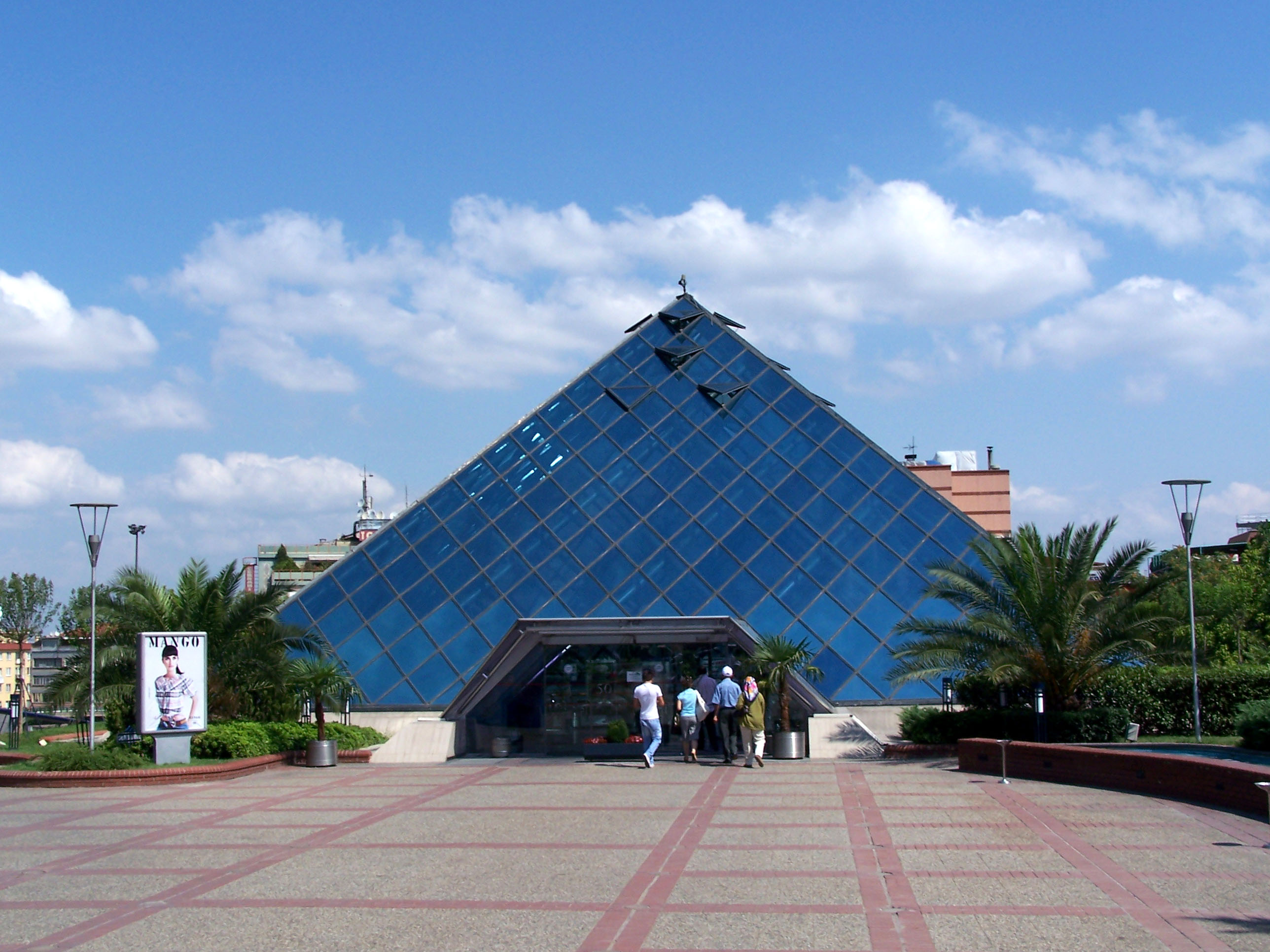
المدخل الهرمي الزجاجي لمركز تسوق "ظافر بلازا".

- سوكاري بارك (بالتركية: Botanik Parkı)
- بوديوم بارك (بالتركية: Podyum Park)

### ضريح عثمان الأول

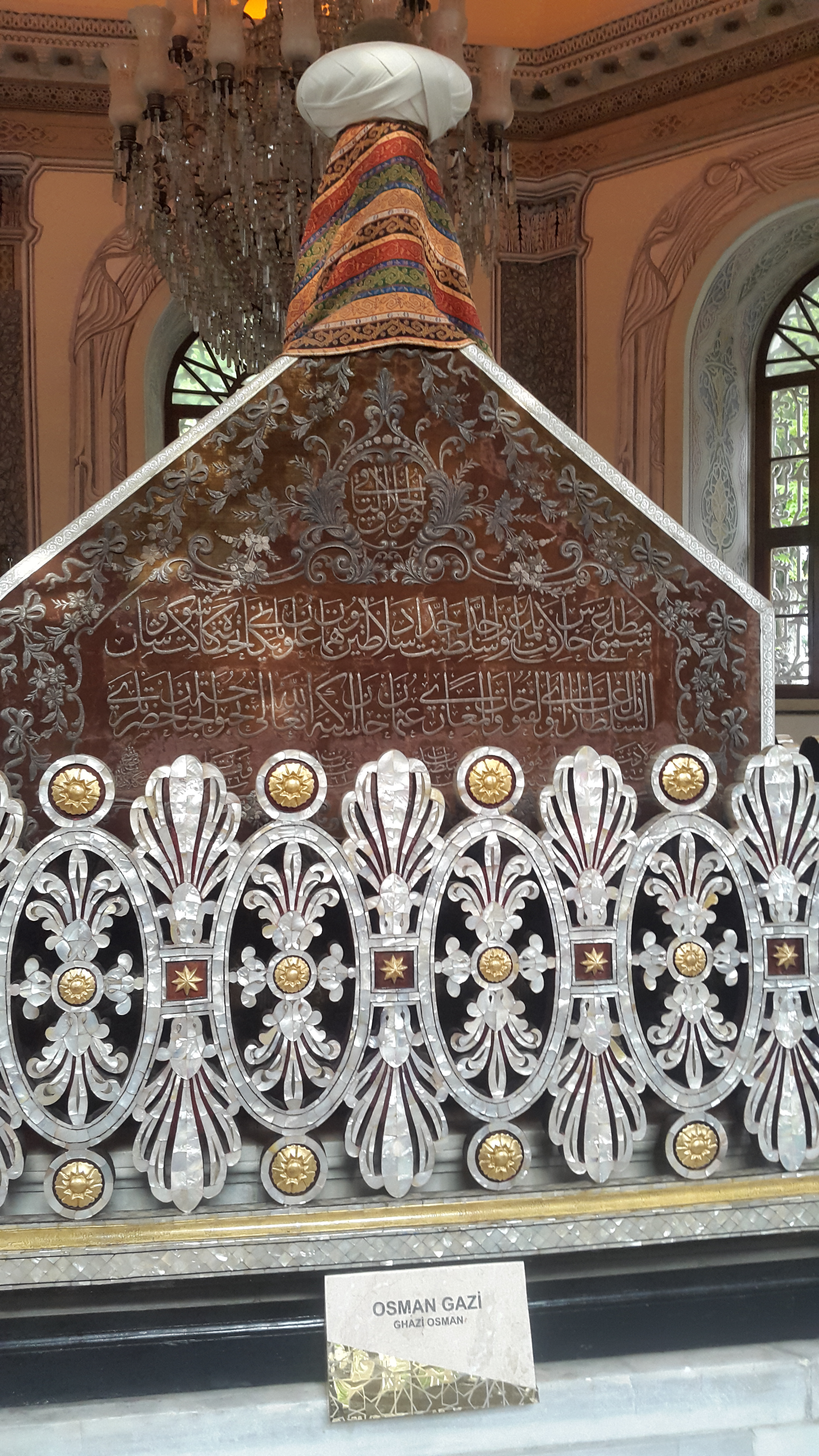
قبر عُثمان الأوَّل في مدينة بورصة

دُفن عثمان الأول في سوغوت بدايةً، ثُمَّ أمر السُلطان أورخان غازي بِنقل جُثمانه إلى بورصة، التي اتخذها عاصمةً له، ودفنهُ فيها، وقبره كائنٌ اليوم في حي «طوبخانه». ويرجعُ سبب نقل الجُثمان إلى وصيَّة عُثمان التي كتبها قبل مماته: «يَا بُنَيَّ، عِندَمَا أَمُوتُ ضَعْنِي تَحْتَ تِلكَ القِبَّةِ الفِضِّيَةِ فِي بُورُصَة». ولكنَّ قبرهُ الحالي يعود إلى عهد السُلطان عبدُ العزيز، فقد تهدَّم القبرُ الأوَّل تمامًا في زلزالٍ شديدٍ ضرب المنطقة سنة 1855م، فأعاد السُلطان سالِف الذِكر بناءه، كما أمر السُلطان عبدُ الحميد الثاني ببناء مقام في سُوغوت حيثُ دُفن عُثمان للمرَّة الأولى.

### جبل أولوداغ
جبل أولوداغ (بالتركية: Uludağ) يُعد من أبرز المزارات السياحية في بورصة، بل إنه ذو شهرة عالمية نظراً للمسابقات التي تُقام عليه، مثل: مسابقات التزلج الأولمبية العالمية.

### سواحل مودانيا
سواحل مودانيا (بالتركية: Mudanya) وهي عبارة عن مدينة صغيرة بها كورنيش بسيط تنتشر على جنباته المقاهي ومطاعم الأسماك الطازجة.

### قرية جوماليكزيك
قرية جوماليكزيك (بالتركية: Cumalikizik) هي قرية تاريخية أثرية، تقع بالقرب من بورصة على سفح جبل أولوداغ.

### مغارة أويلات
وهي ثالث أكبر مغارة في تركيا، وكان حدوثها نتيجة زلزال من 300 مليون عام طولها 665 متر ب 140 درجة (سلم)، ودرجة الحرارة داخلها تتراوح بين 14-18 °م.

## توأمة[18]
| - دارمشتات، ألمانيا منذ 1971. - سراييفو، البوسنة والهرسك منذ 1972. - ملتان، باكستان منذ 1975. - أولو، فنلندا منذ 1979. - تيفين، أوهايو، الولايات المتحدة منذ 1983. - القيروان، تونس منذ 1987. - دنيزلي، تركيا منذ 1988. - نيقوسيا، قبرص منذ 1990. - Anshan (Liaoning)، الصين منذ 1991. | - بيتولا، مقدونيا منذ 1996. - سيدير لونجا، مولدوفا منذ 1997. - Kyzylorda، كازاخستان منذ 1997. - معسكر، الجزائر منذ 1998. - كولمباخ، ألمانيا منذ 1998. - بلفن، بلغاريا منذ 1998. - بلوفديف، بلغاريا منذ 1998. - صوفيا، بلغاريا منذ 1998. - تيرانا، ألبانيا منذ 1998. | - كوشيتسه، سلوفاكيا منذ 2000. - فينيتسا، أوكرانيا منذ 2004. - باختشيساراي، أوكرانيا منذ 2010. - ميكولايف، أوكرانيا. - برشتينا، كوسوفو منذ 2010. - Büyükorhan، تركيا منذ 2010. - Kınık (İzmir)، تركيا منذ 2010. - أنطاكيا، تركيا منذ 2010. |

### الجامع الأخضر
الجامع الأخضر من أجمل مساجد بورصة، ويُعرف أيضاً باسم «جامع السلطان محمد الأول» الذي أنشأه عام 1419م، ثم أكمل ابنه السلطان مراد الثاني بإكمال بناء الجامع.
هذا الجامع يمثّل نهضة وصحوة الدولة العثمانية بعد 11 عاماً من التفكك التي أعقبت هزيمتهم في معركة أنقرة 1402م.
جائت تسمية الجامع «بالأخضر» نِسبة إلى استخدام اللون الأخضر في الزينة الداخلية للجامع والبلاط الأخضر على الجدران، كما كانت زخرفة القباب والجدران الخارجية قديما باللون الأخضر.

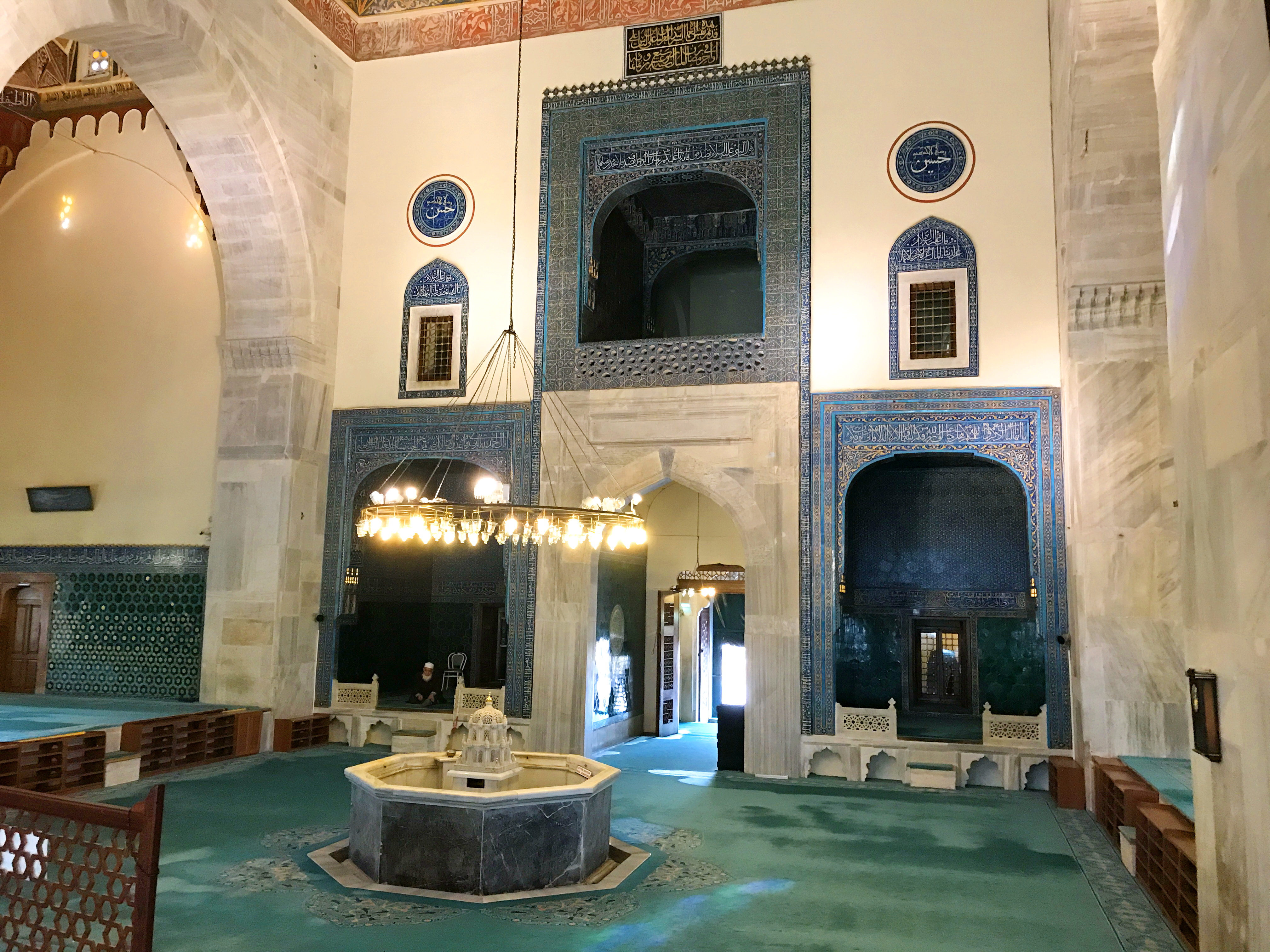
"الجامع الأخضر" من الداخل. الغرفة العلوية الزرقاء "مقصورة السلطان محمد الأول".

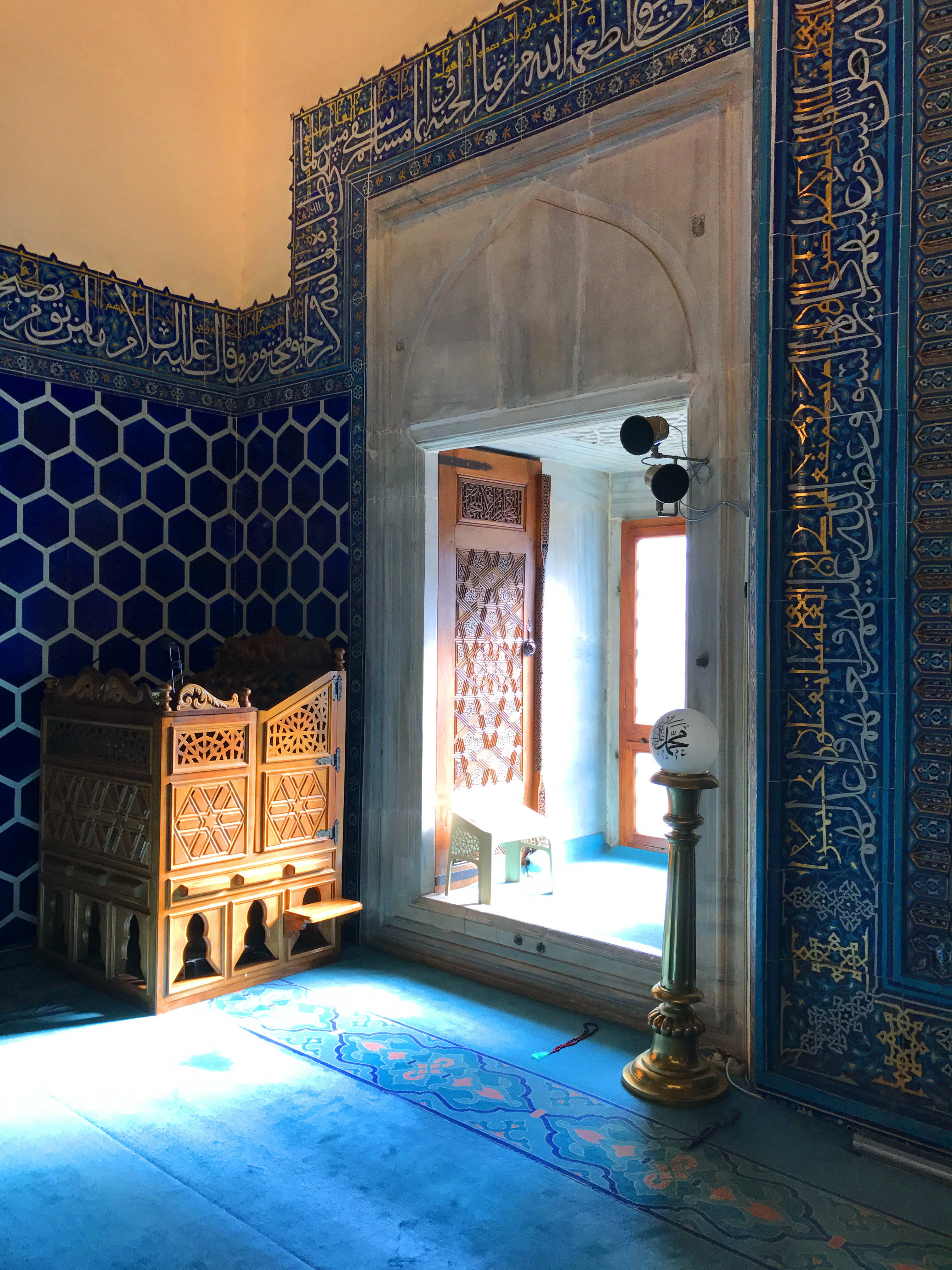
غرفة إقامة المسافرين بالجامع الأخضر.

الكتابات على الواجهات الخارجية للجامع ونوافذه المزخرفة بأشكال هندسية وأشكال الزهور والنباتات، والباب ذو القبّة والتناسق بين مكوّنات الرسومات اليدوية السائدة والبلاطات المصقولة داخل الجامع شاهد على أن «الجامع الأخضر» عمل فنِّيّ بلا عيوب لعمّال مهرة.
كانت الزخرفة الخارجية للجامع وزخرفة القباب (المغطاة الآن بالرصاص) مُزينة أيضا بالبلاط الأزرق والأخضر بأسلوب زخرفة «الحبل الجاف» الذي هو طلاء البلاطة الواحدة بعدّة ألوان مختلفة بالزجاج بدون أن تختلط تلك الألوان.
جدَّدت الإدارة العامة للأوقاف التركية (بالتركية: Vakıflar Genel Müdürlüğü) الجامع ما بين عاميّ 2010م و2012م.
يقع الجامع الأخضر في موقع مُدرج على قوائم اليونسكو للتراث العالمي عام 2014م.

يقع بالقرب منه «الضريح الأخضر» الذي دُفن فيه السلطان محمد الأول مع أولاده وبناته، والذي هو أيضاً أحد أشهر معالم بورصة.

### مسجد أولو جامع

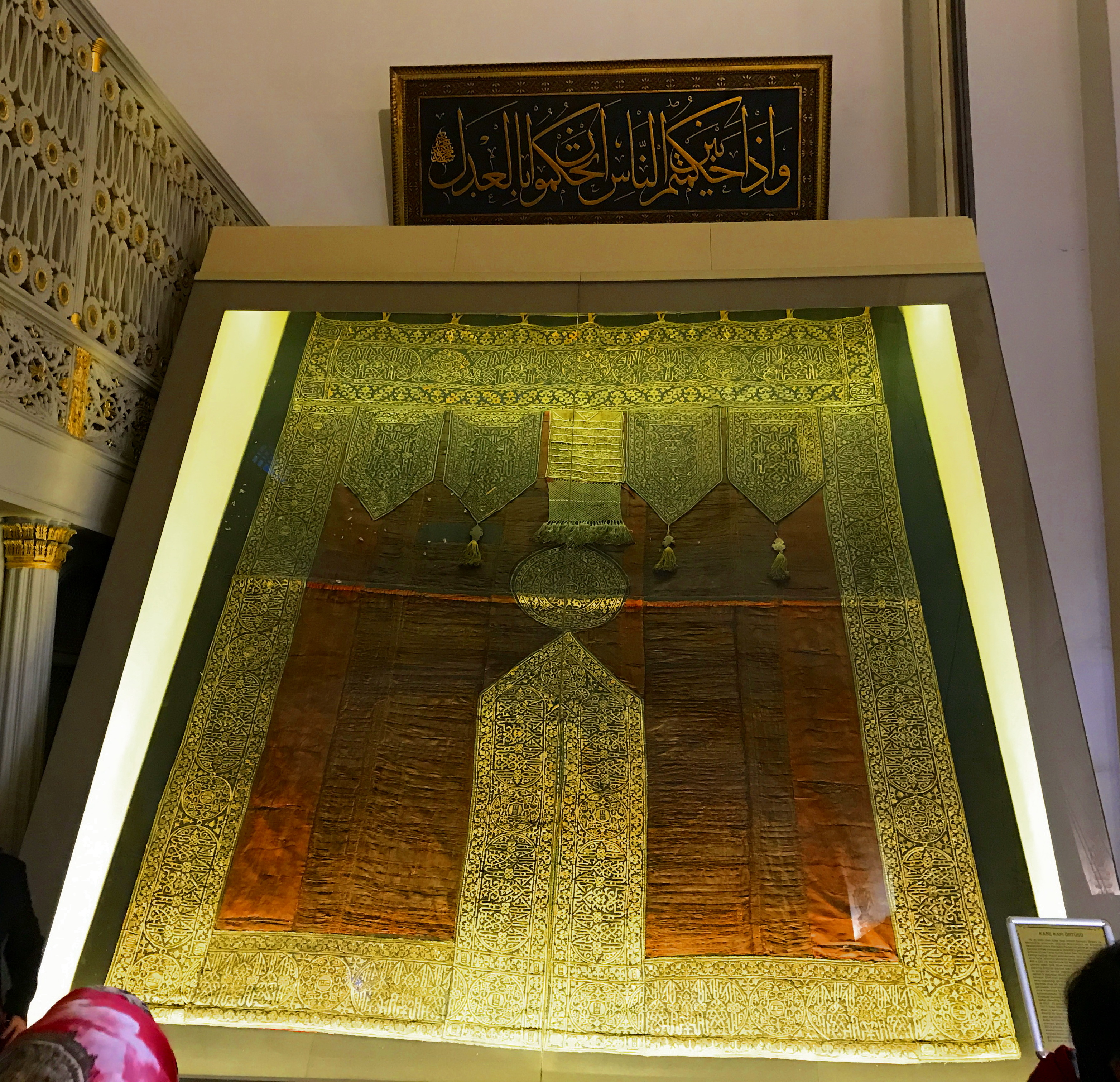
كسوة باب الكعبة الشريفة بداخل «أولو جامع».

مسجد أولو جامع (جامع بورصة الكبير) من المساجد التاريخية القديمة في بورصة، أمر ببنائه السلطان العثماني بايزيد الأول في عام 1396م حتى 1400م. يوجد فيه نماذج رائعة من الخط العربي الجميل.
كان مسجد «أُولُو جامع» أحد أهم خمسة مساجد في العالم الإسلامي في زمن بنائه. وهو يُعتبر بداية انطلاقة العمارة العثمانية.

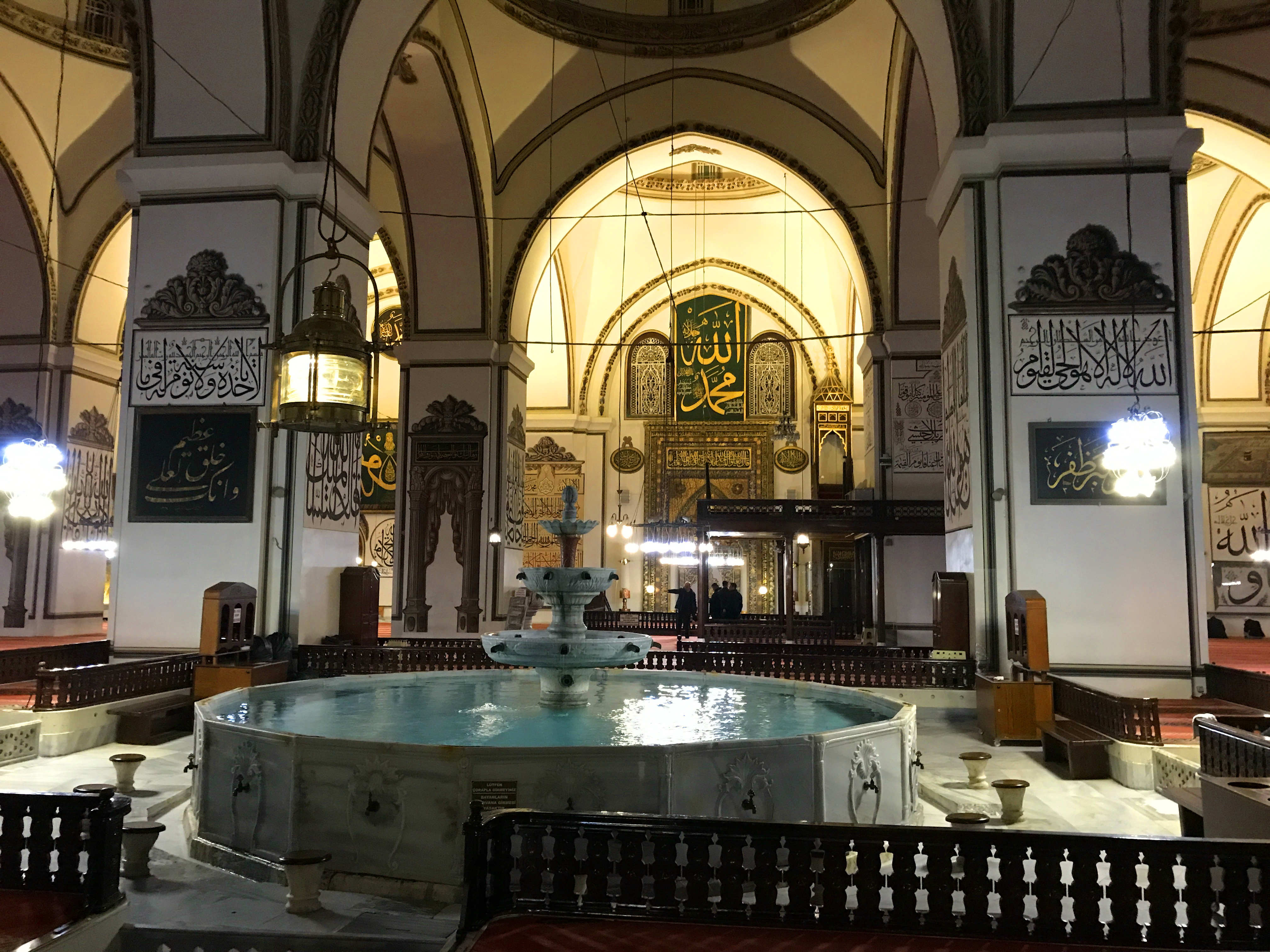
منظر عام لحوض ماء الوضوء بداخل "أولو جامع".

يوجد بالجامع كسوة باب الكعبة الشريفة التي أعدها المماليك في مصر عام 1516م، وقد أُحضرت الكسوة من مكة بعد استبدالها بأخرى جديدة في أول حج بعد الفتح العثماني لمصر والحجاز، وأُعطيت لخليفة المسلمين السلطان سليم الأول (ياووز سليم) عام 1517م فأودعها أولو جامع ببورصة. تلك الكسوة هي وثيقة سياسية هامة تمثل انتقال الخلافة من العباسيين المقيمين في مصر إلى الدولة العثمانية، وهي أقدم كسوة كاملة لباب الكعبة معروفة حالياً في العالم.
يُشير المنبر الخشبي بالجامع الذي صُنع عام 1399م إلى تقدّم العلوم والفنون الإسلامية، إذ توجد على جانبي منبر الجامع تراكيب خشبية دقيقة عن النظام الشمسي وعن المجرة مُشكّلة بفن تعشيق الخشب، توضح الحركات المدارية لكواكب المجموعة الشمسية وبُعدها عن الشمس وفرق الحجم بينهما.

منظر توضيحي شامل (بانوراما) من داخل مسجد «أولو جامع» في المساء، صورة من وسط الجامع والقِبلة يمين الصورة.
في أقصي يسار الصورة يُرى حوض ماء الوضوء بدون سجاد ومُحاط بسور أرضي صغير من الخشب. وأرضيته من الرخام، ومن وراءه يظهر الباب الخلفي (الشمالي) للجامع.
كسوة الكعبة تُرى مُعلقة في ركن المسجد وسط الصورة تقريباً. و "مقصورة المؤذنين هي ذلك البناء الخشبي العلوي المقابل للمحراب على يمين الصورة وسُلّمه لا يٌرى من خلف العمود.
صورة من بعد صلاة العشاء، بإنارة داخلية والنوافذ مُعتمة لا تُلقي ضوءاً.

### متحف أتاتورك
يقع في شارع التشجيرجة، يتألف من طابقين بالإضافة إلى البدروم والسطحية، قامت بلدية بورصة بشرائه من السيد ميريلاي محمد وأهدي إلى مصطفى كمال أتاتورك عند زيارته الثانية لبورصة وافتتح كمتحف في الذكرى الخمسين لتأسيس البلاد عام 1973م ومن المتوقع أنه تم إنشاؤه في أواخر القرن التاسع عشر.

### متحف بيت الهدنة
تمّ فيه توقيع هدنة تعتبر النصر الأول لمجلس البرلمان التركي في المجال السياسي، يتألف البيت من طابقين باستثناء البدروم والسطحية، بُني من الخشب وتمّ المحافظة على الأغراض من أيام الهدنة بالإضافة إلى صور ووثائق تلك المرحلة.

### متحف الآثار الإسلامية
وهو متحف خاص بالآثار الإسلامية ويوجد بالقرب من المسجد الأخضر.

### المدرسة الخضراء
تعتبر المدرسة الخضراء المدرسة الأولى في الدولة العثمانية وتسمى باسم المدرسة السلطانية وإن النمط المعماري لهذه المدرسة يُعتبر استمرار للنمط السلجوقي الذي يوجد به الفسحة المفتوحة، ويعرض في المتحف العديد من الآثار التي تمتد من القرن الثاني عشر حتى التاسع عشر وهو بالقرب من المسجد الأخضر.

### متحف إزنك
تعتبر من أجمل المنشآت الإسلامية للقرن الرابع عشر وهو أول مخطط معماري عثماني على شكل T المعاكس ويتألف من قبة والأعمدة المغطاة بالقناطير وأكثر شيء يلفت الانتباه الحجارة الملونة وفن الطوب البونسي المستخدم في الإمارة.

### متحف البيت العثماني
يعتقد أن البيت الواقع مقابل كلية مراد الثاني في حي المرادية هو قصر مراد الثاني، وبالنظر إلى مخطط البناء والتزيين نستطيع أن نقول أن البيت يرجع إلى القرن السابع عشر وهو أجمل وأقدم بيت موجود في بورصة يتألف من طابقين في حديقة.

## معرض الصور

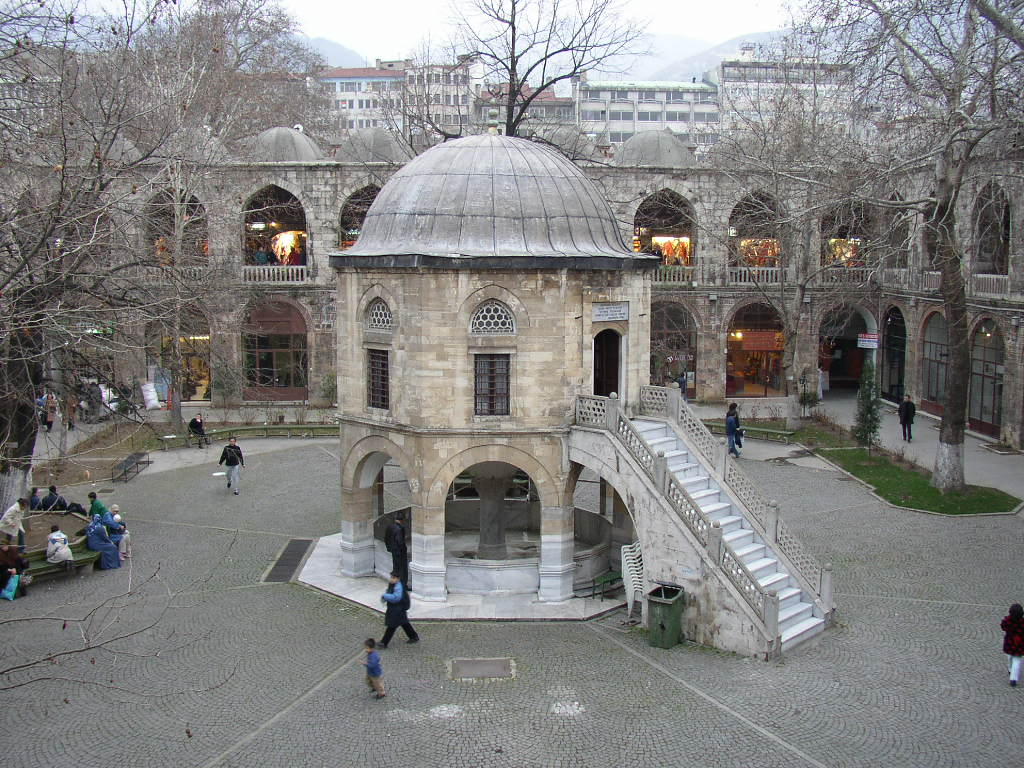
مسجد صغير في بورصة.
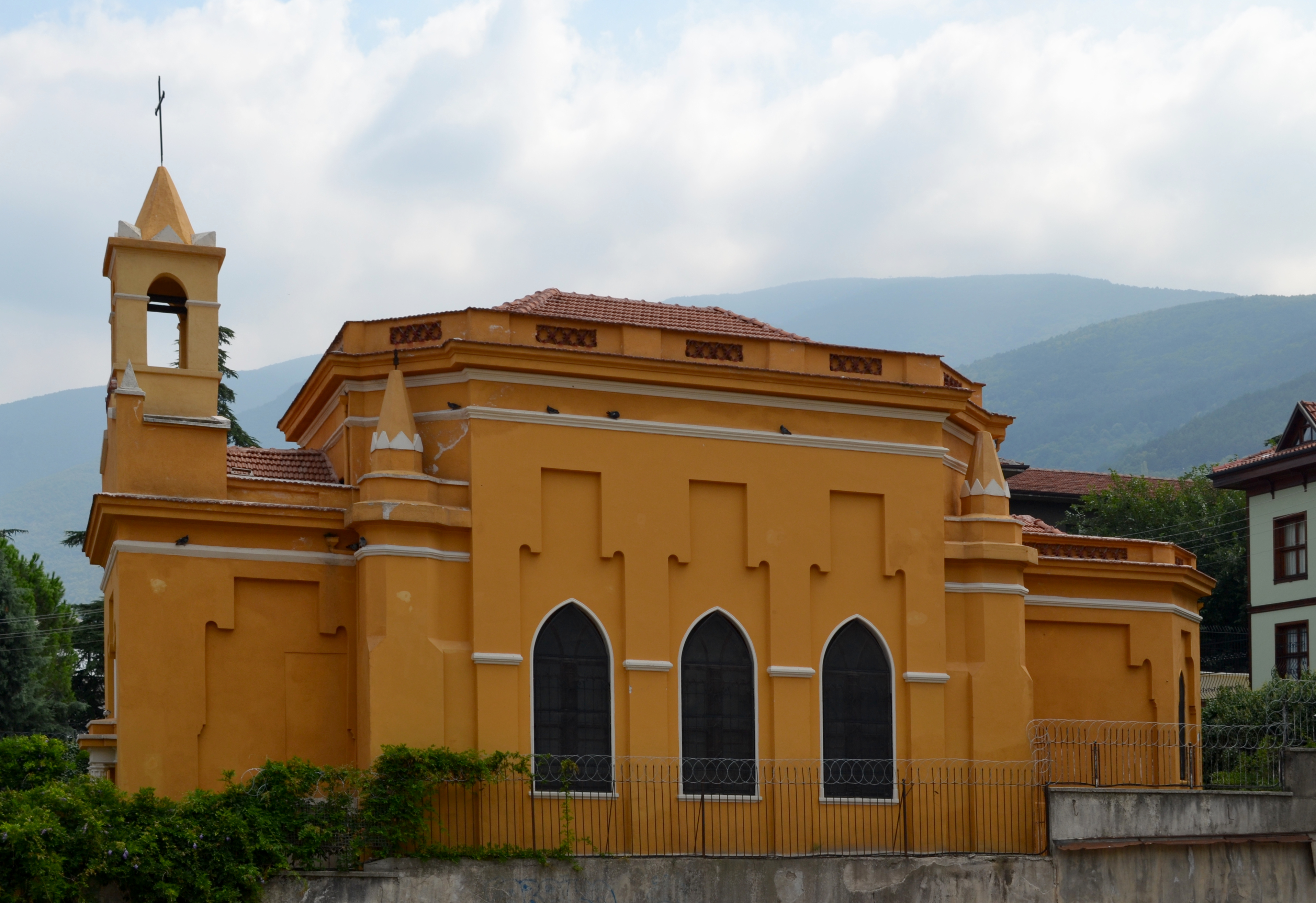
الكنيسة الفرنسية في بورصة.
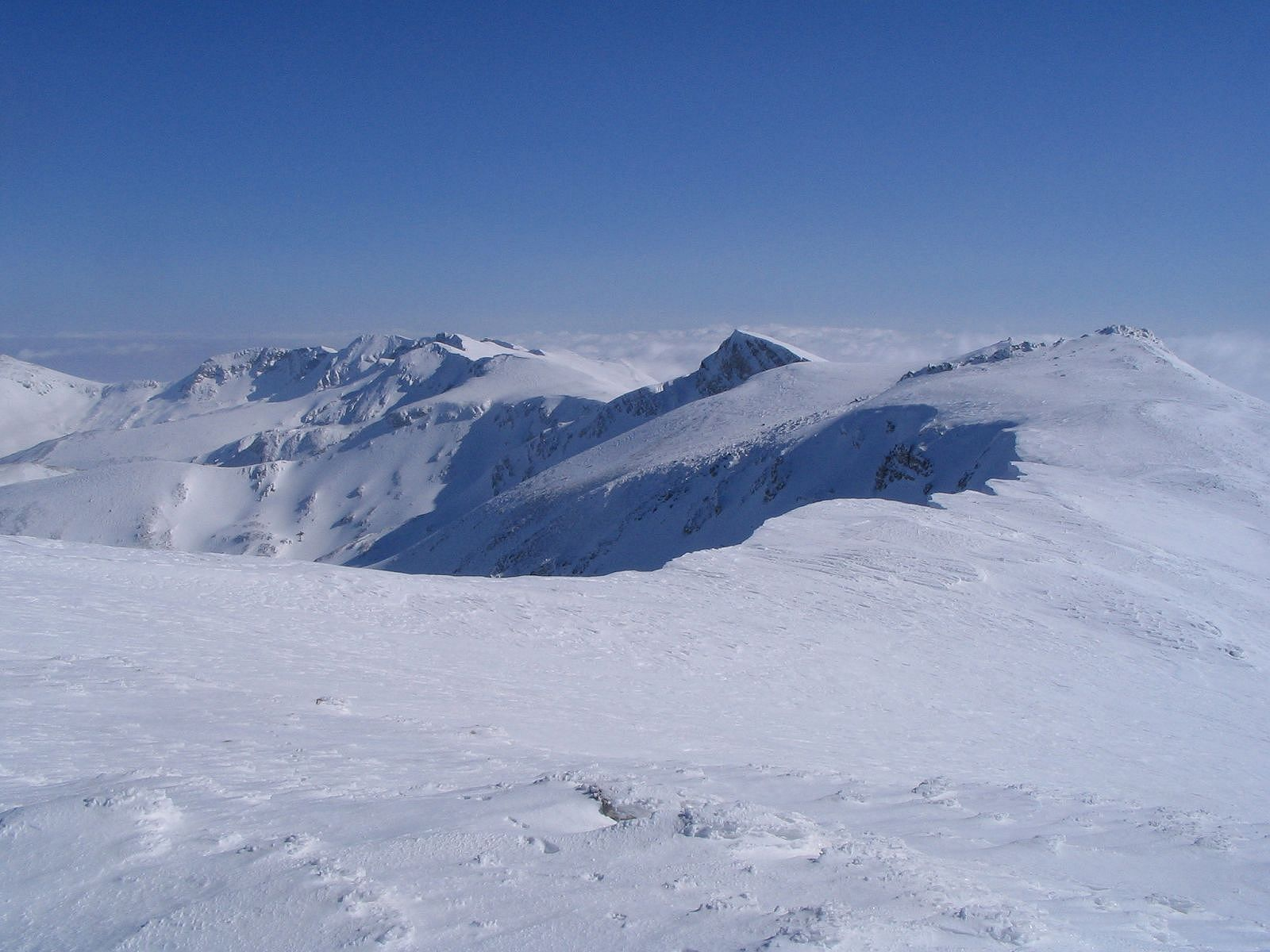
جبل أولوداغ، منظقة للتزلج على الثلج.
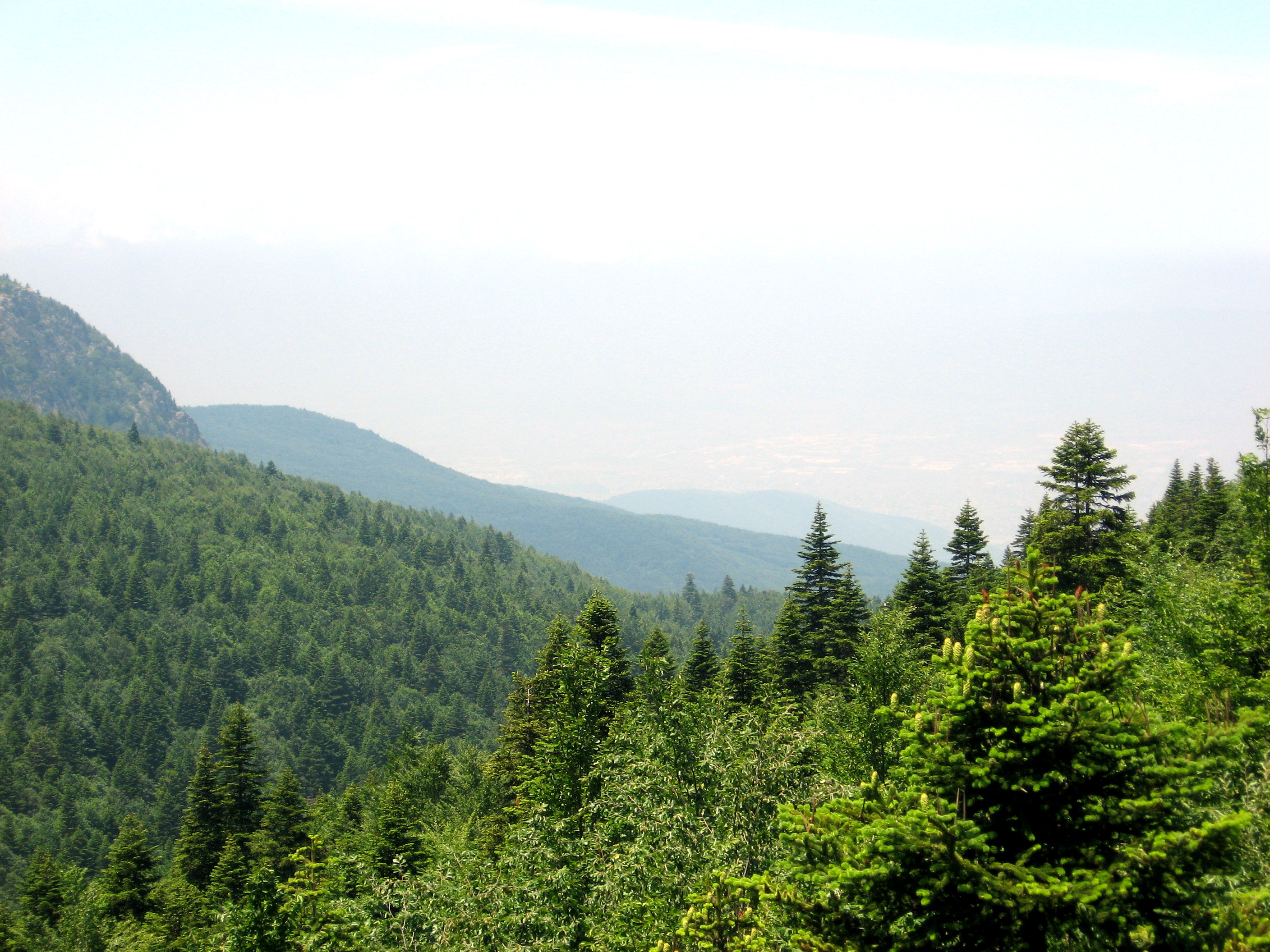
جبل أولوداغ في الصيف.
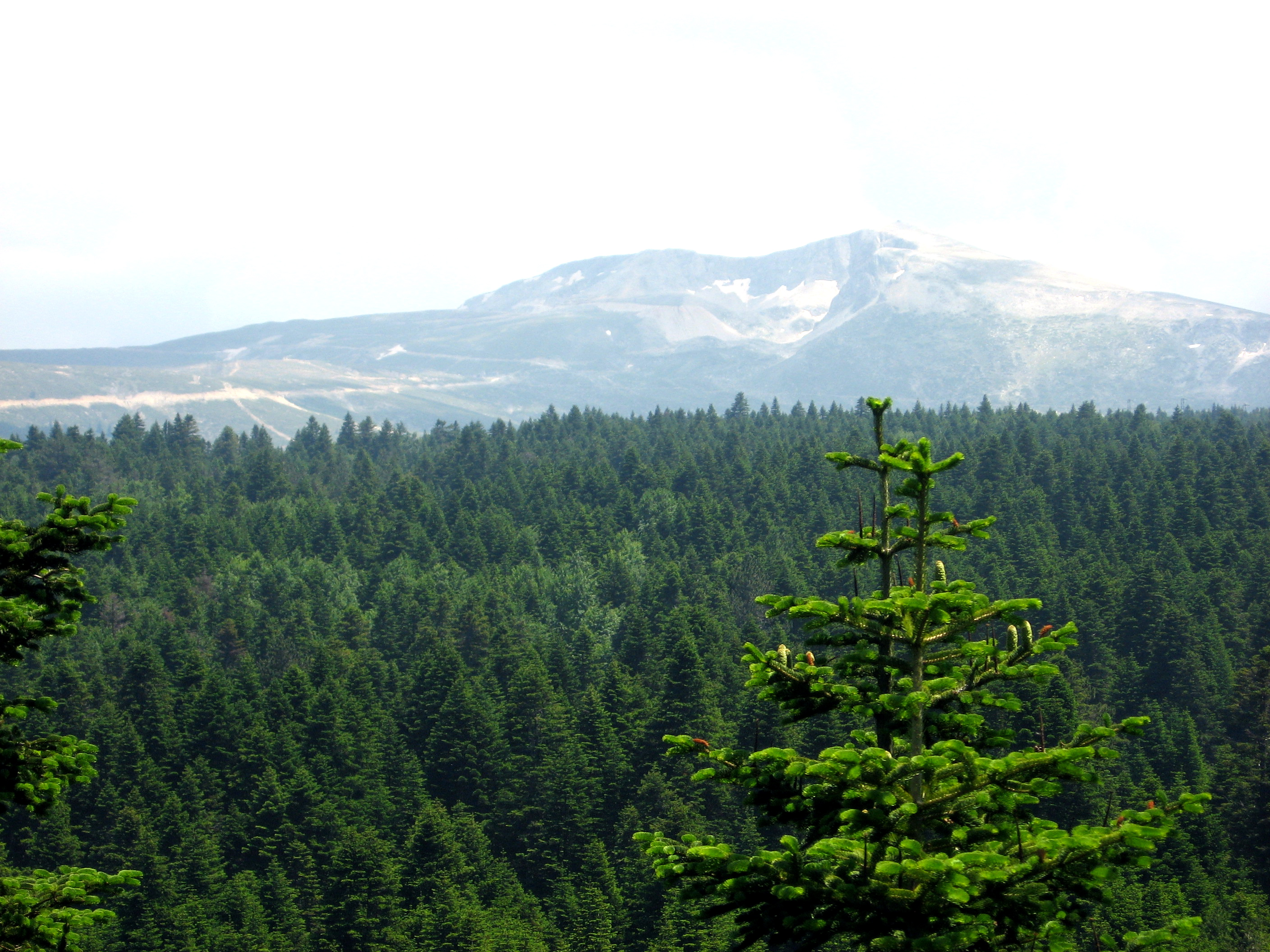
جبل أولوداغ.
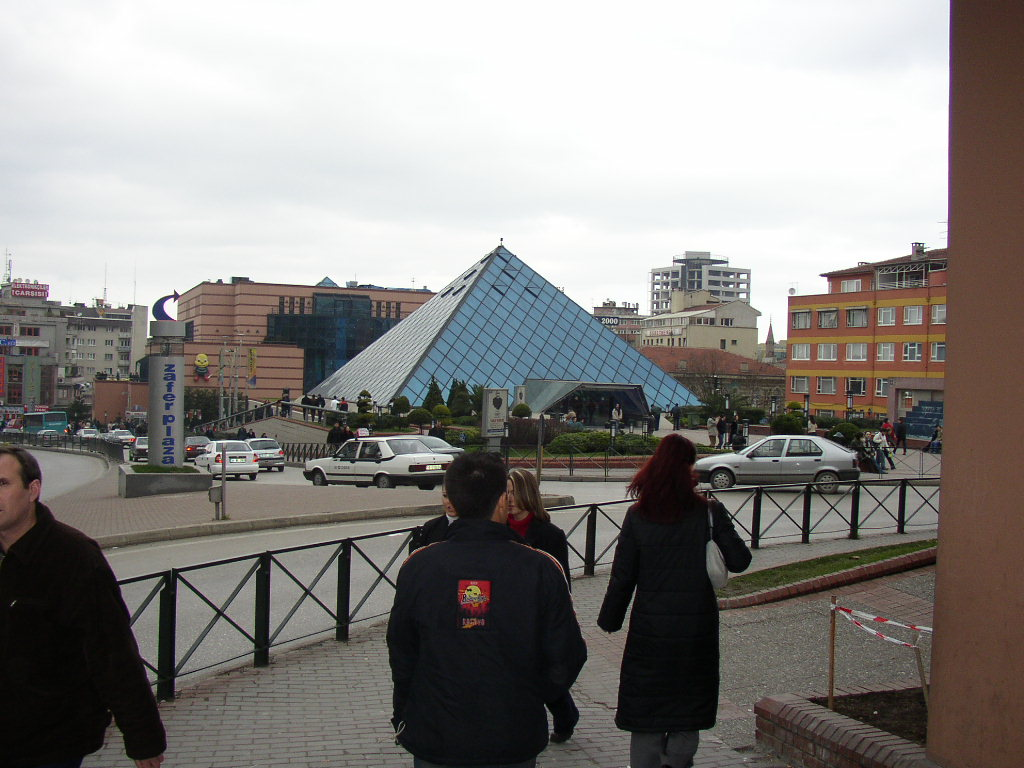
هرم الفوز، مركز تجاري.
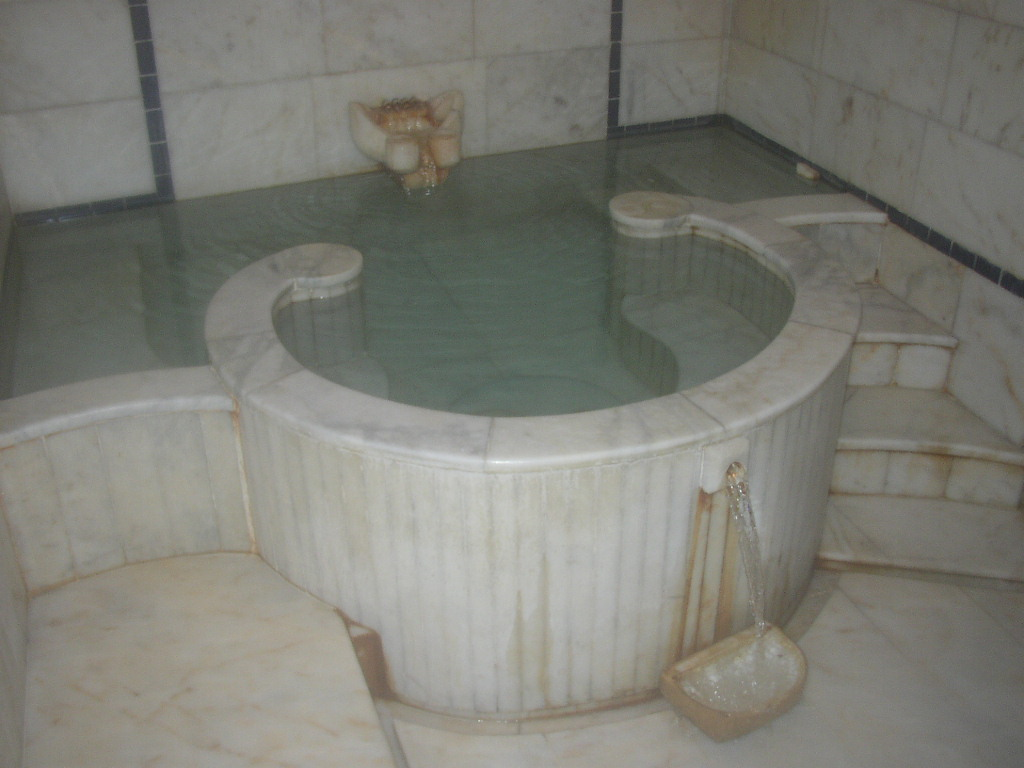
أحد حمامات المدينة.
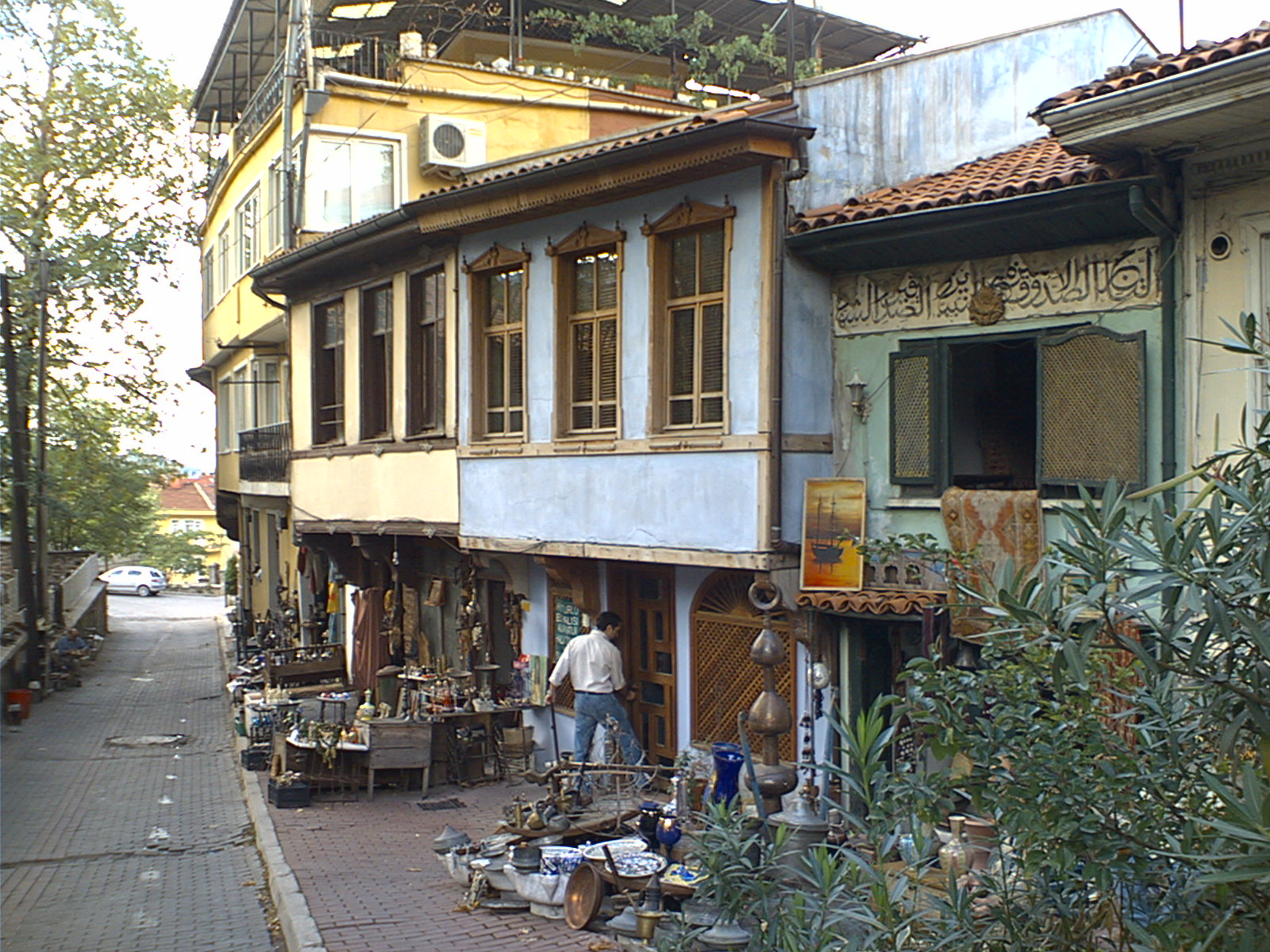
متاجر لاقرب من « مسجد يشه » (Yeşil Camii).
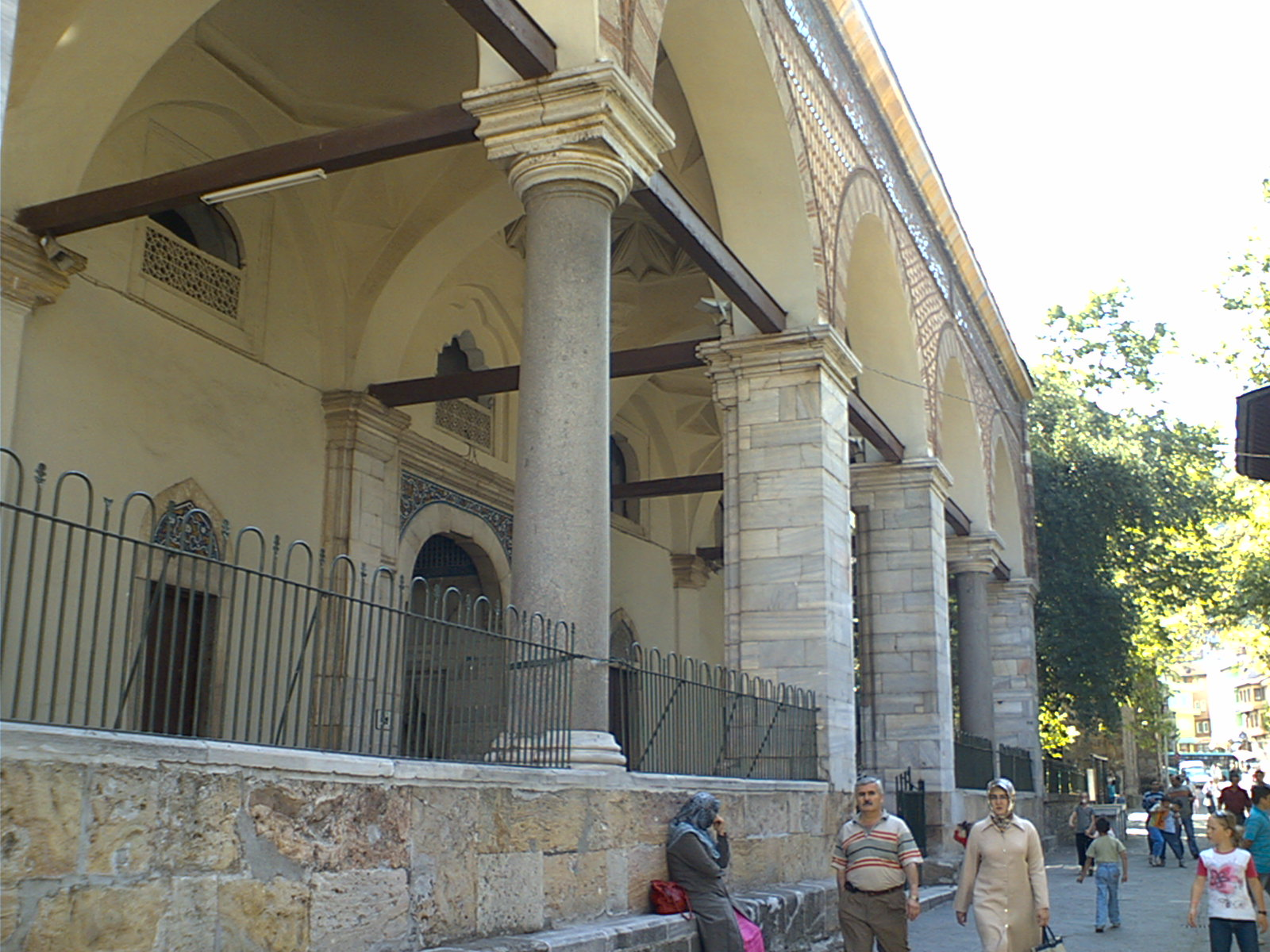
مسجد مراد الثاني
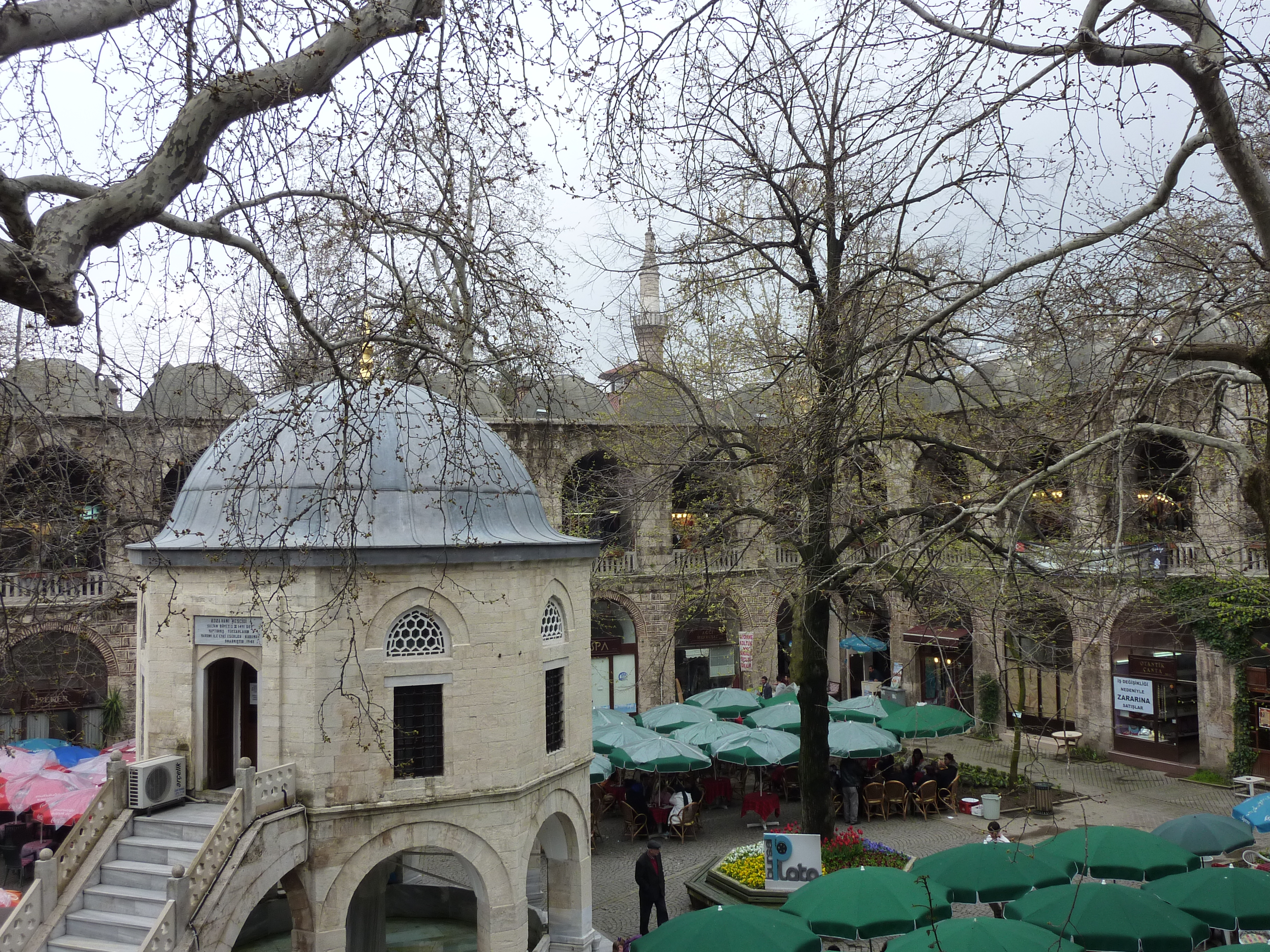
سوق الحرير في بورصة.
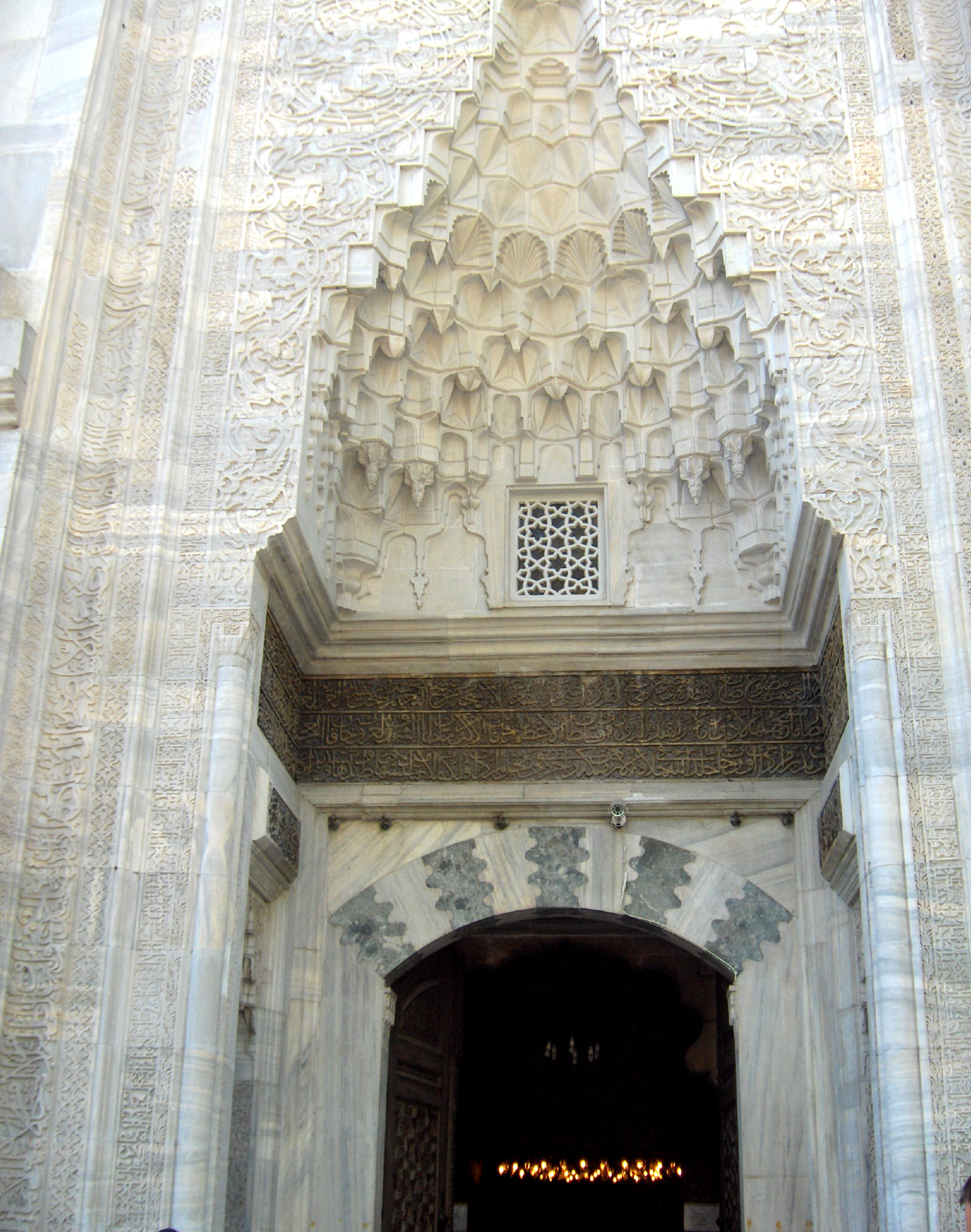
بوابة مسجد يشه (المسجد الأخضر).
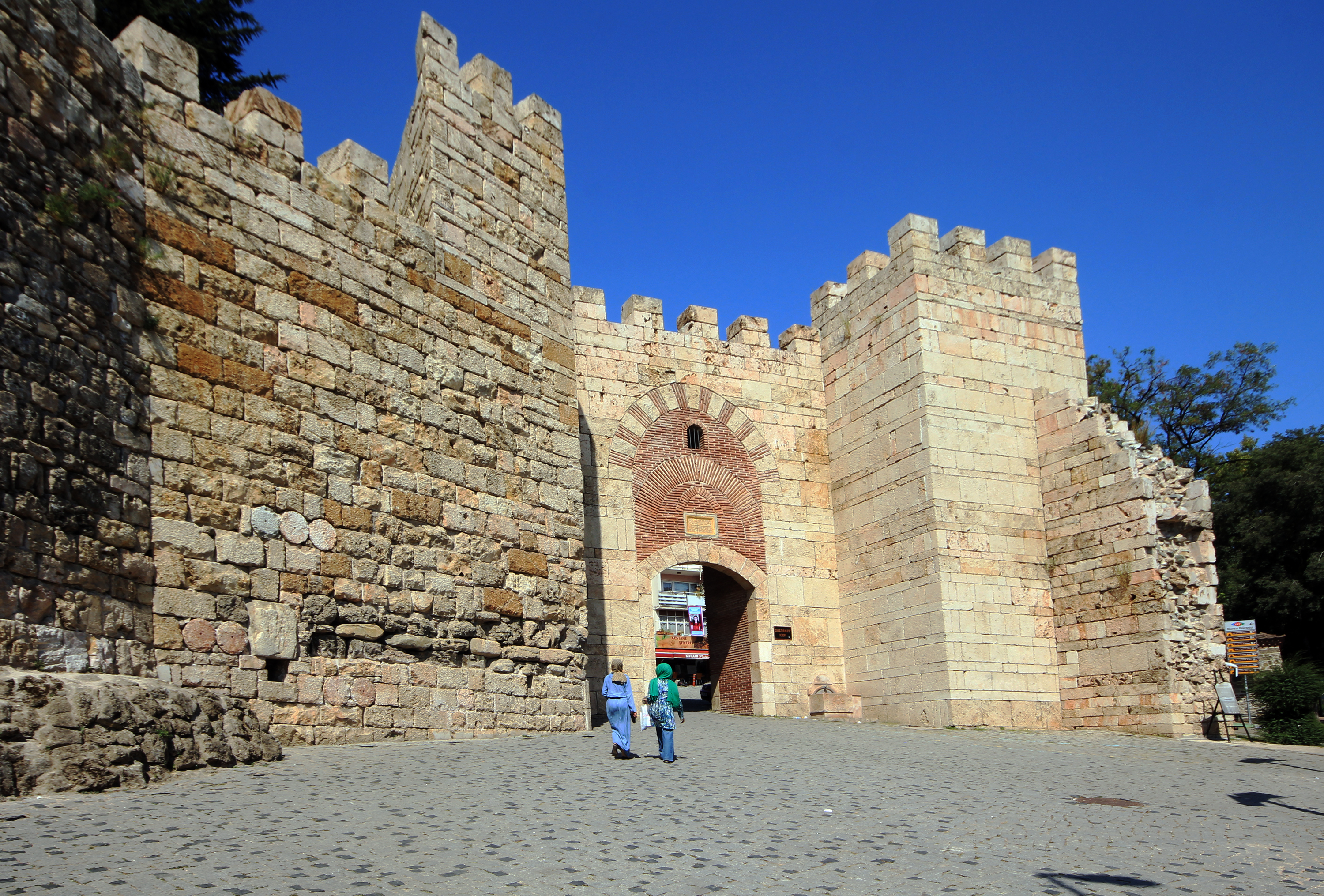
قلعة بورصة.
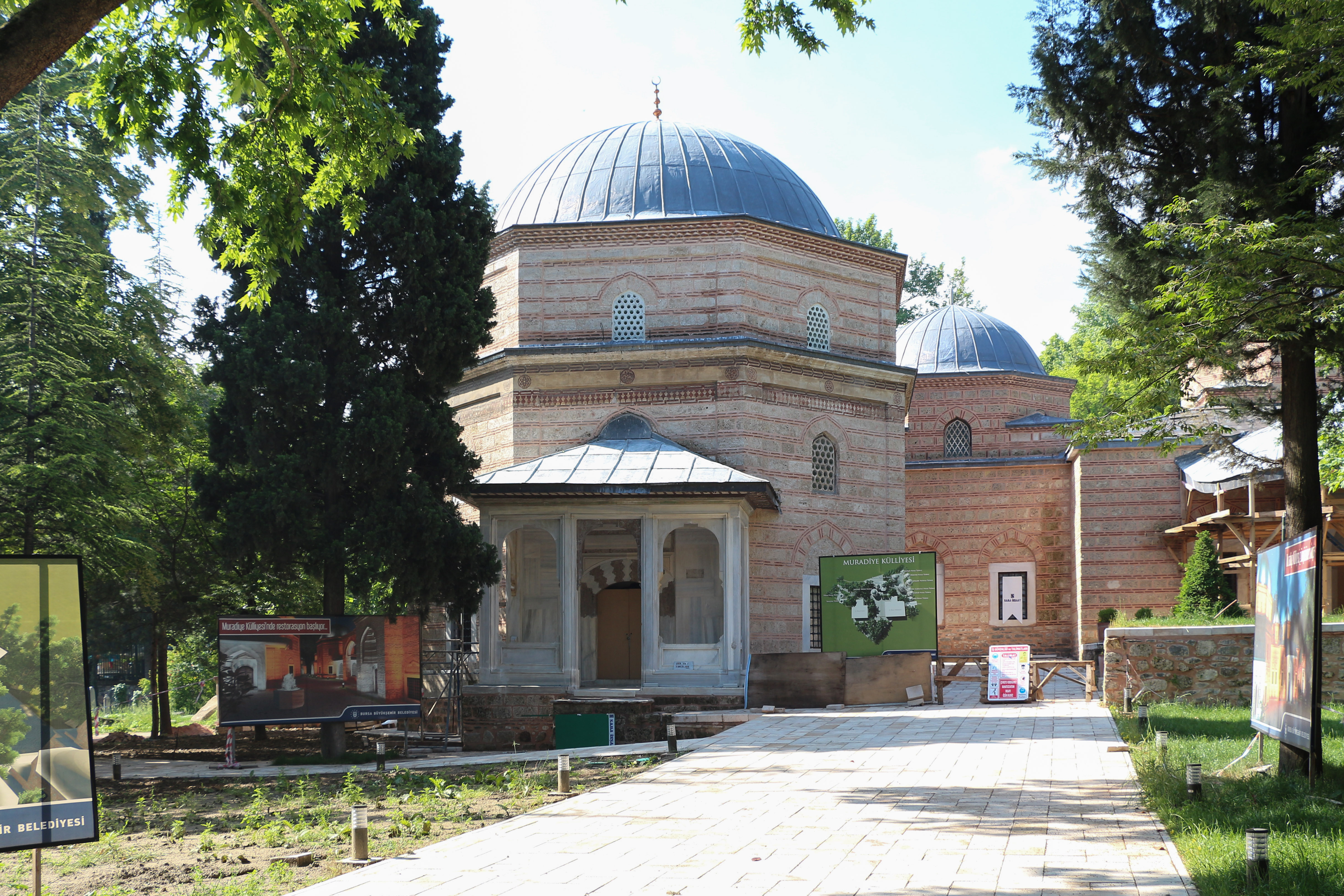
مجمع المرادية (المسجد والكلية) في بورصة.
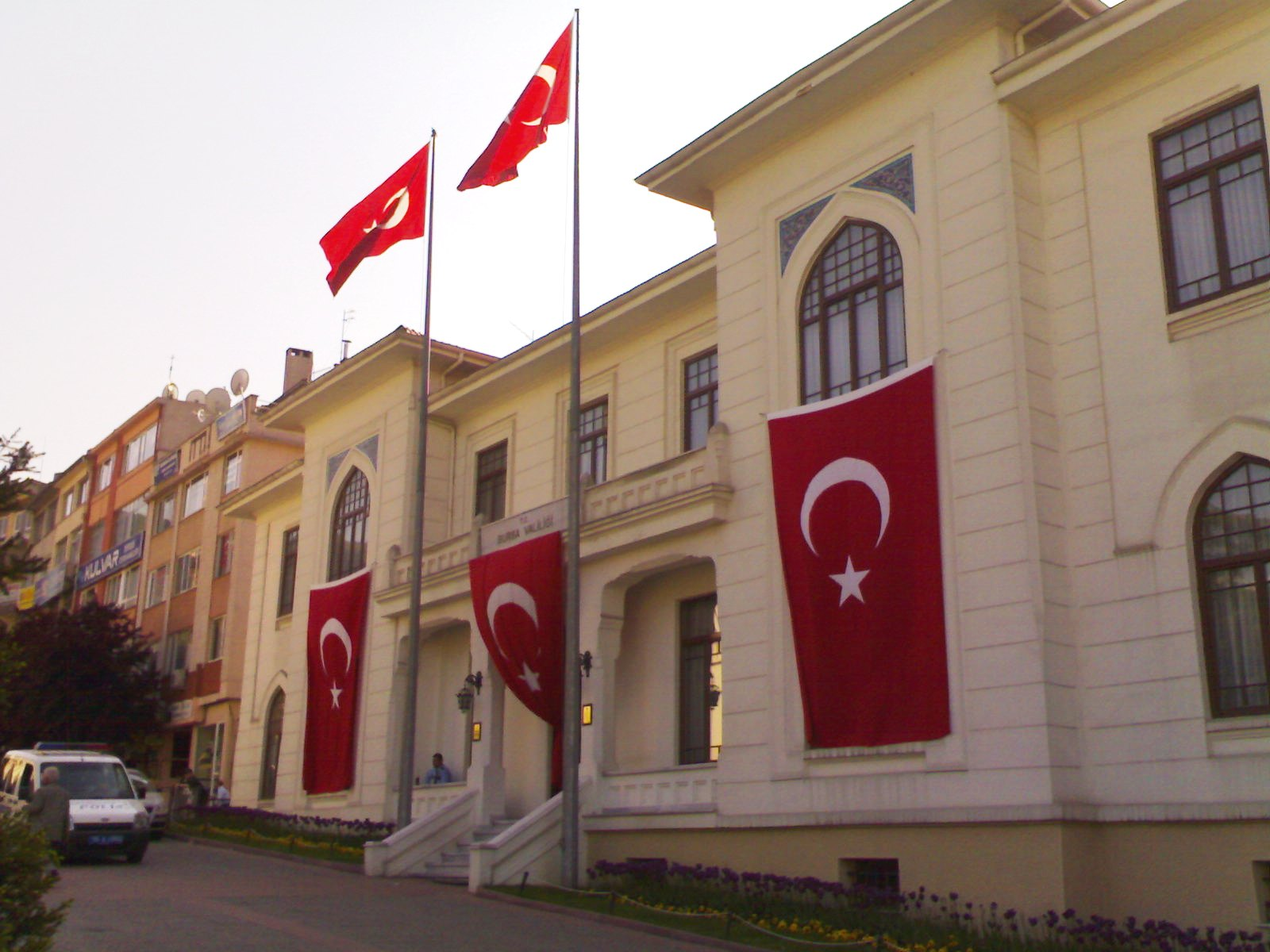
محافظة بورصة
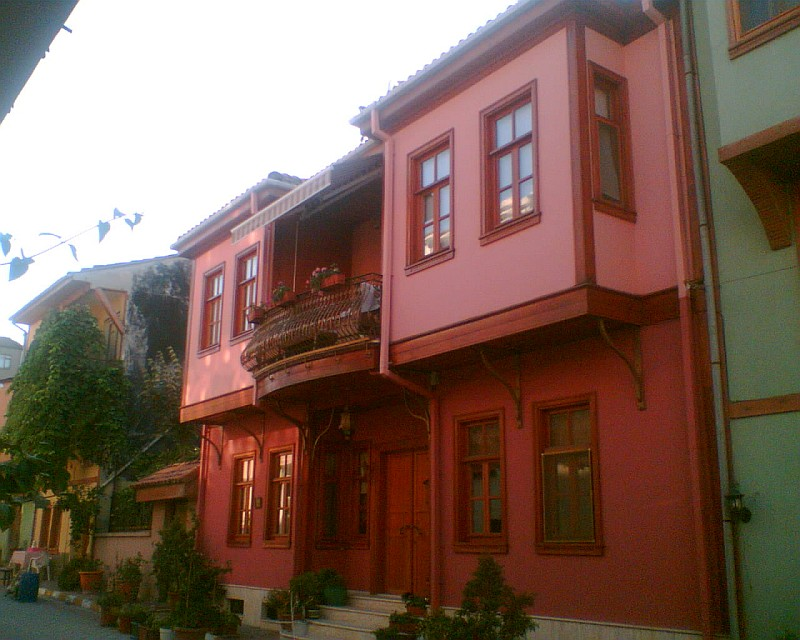
البيوت العثمانية التقليدية في منطقة موندايا (بالتركية: Mudanya) بمحافظة بورصة.
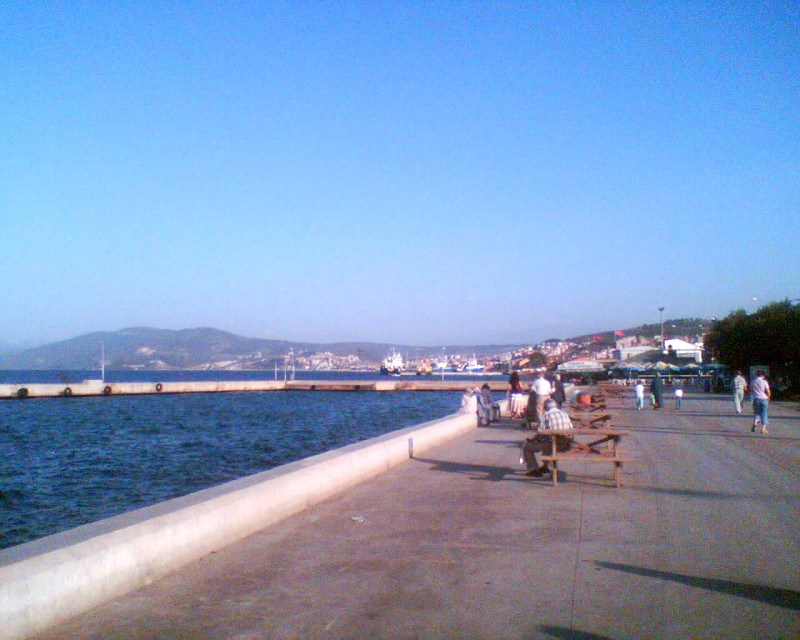
ميناء موندايا (بالتركية: Mudanya).
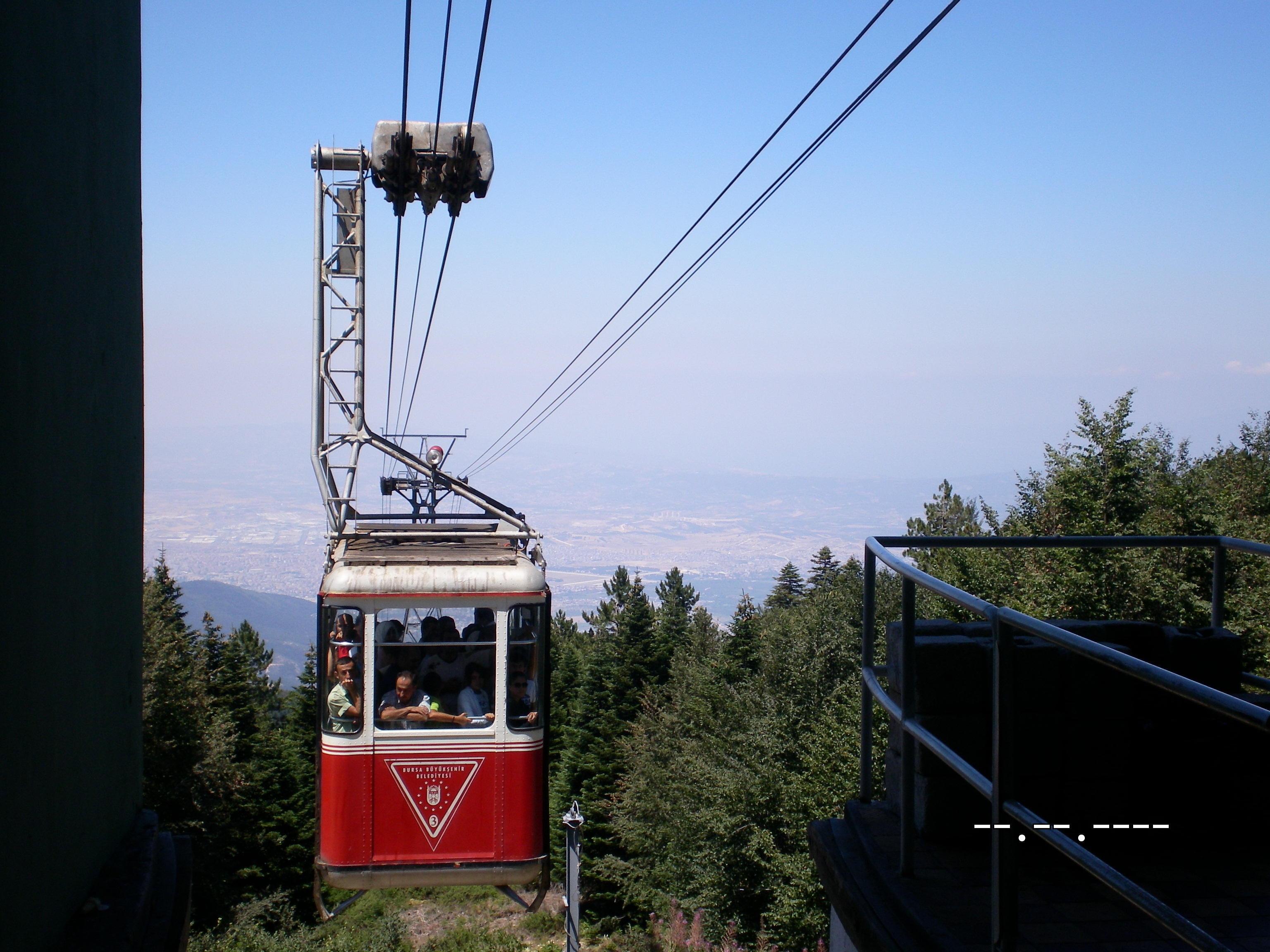
التلفريك.
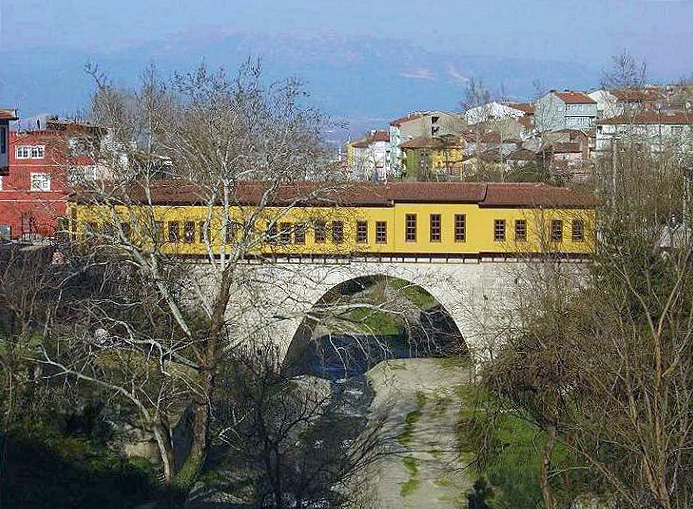
جسر ايرجاندي (بالتركية: Irgandı).
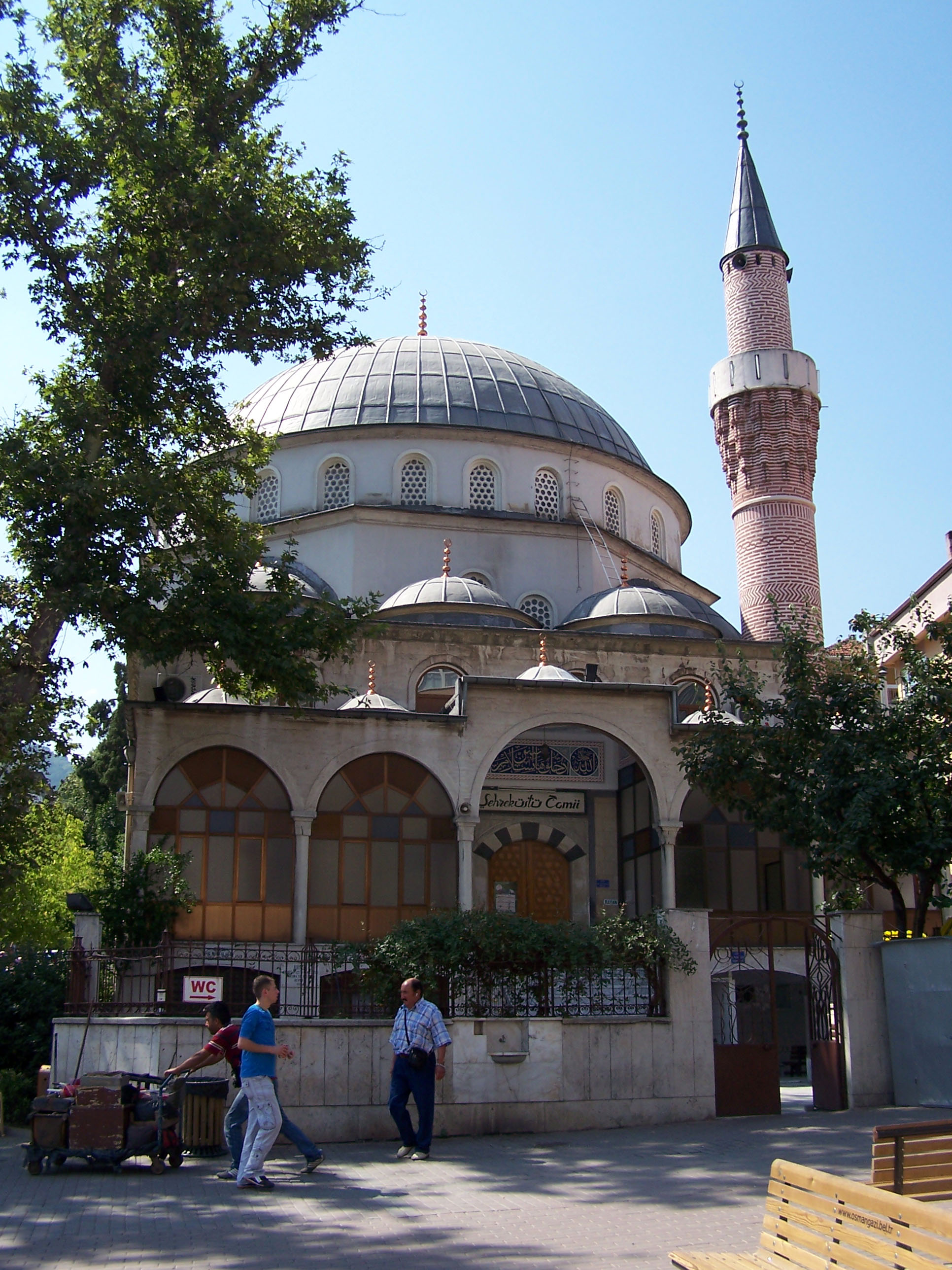
مسجد شِهريكوستو (بالتركية: Şehreküstü).
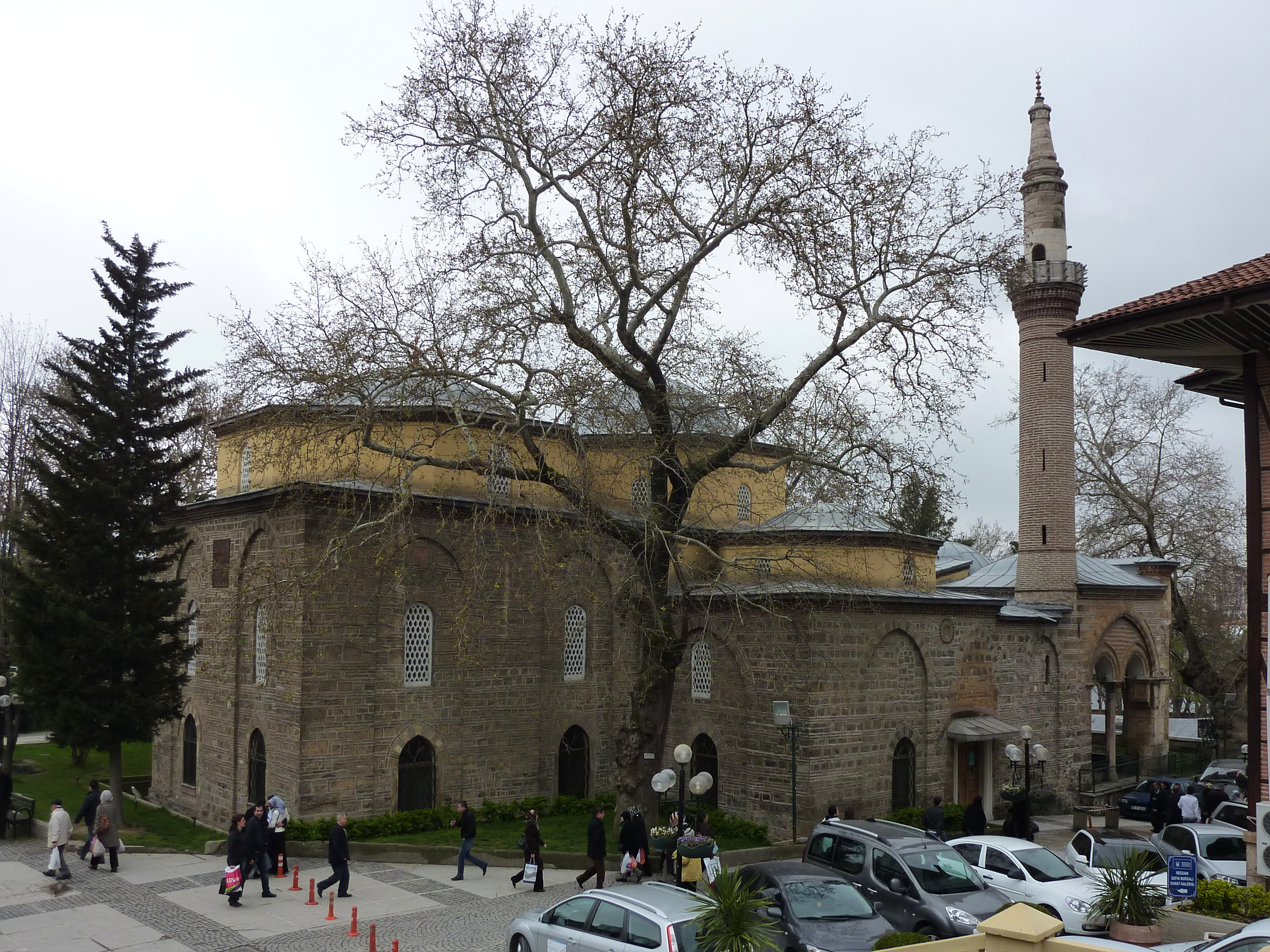
مسجد أورخان غازي.
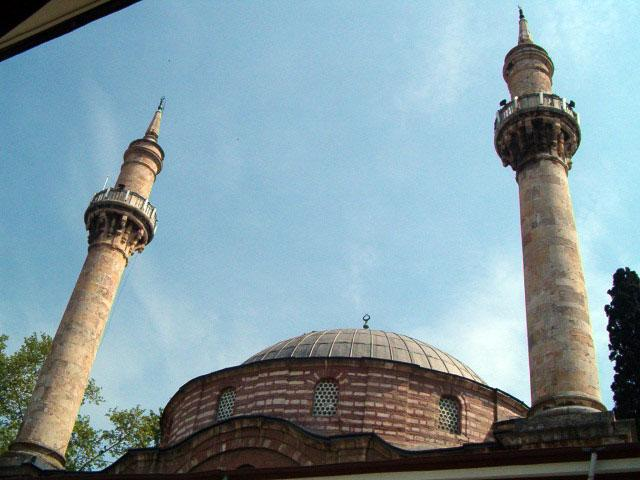
جامع أمير سلطان.